# Torneo Clausura 2017 Liga Premier de Ascenso
El Torneo Clausura 2017 de la Liga Premier de Ascenso fue el 40° torneo corto que cerró la LXVII temporada de la Segunda División. Contó con la participación de 47 clubes -29 de Segunda Premier o Liga Premier de Ascenso con derecho a ascenso y 18 equipos filiales de Liga MX-, distribuidos en 3 grupos (acomodados por zona geográfica, esto para reducir costos en los viajes) de 16 equipos para grupo uno y tres (10 de Segunda Premier y 6 filiales de Liga MX en cada grupo) pero para grupo dos tienen 15 equipos.
Al término del torneo sí hubo descenso a la Liga de Nuevos Talentos. El campeón de este torneo se enfrentaría al Tlaxcala Fútbol Club campeón del Torneo Apertura 2016, en la final por el ascenso, sin embargo el equipo de Tlaxcala se coronó en este torneo también, por lo que ascendió directamente al ser el bicampeón de la segunda división. A pesar de haber ganado su ascenso deportivamente, no se le permitió competir en la división de plata por no cubrir los requerimientos de la liga.

## Sistema de competición
El sistema de competición de este torneo se desarrolla en dos fases:
- Fase de calificación: que se integra por las 15 jornadas del torneo, considerando que hay 3 grupos.
- Fase final: que se integra por los partidos de ida y vuelta en rondas de cuartos de final, de semifinal y final.

### Fase de calificación
En la fase de calificación se observará el sistema de puntos. La ubicación en la tabla general está sujeta a lo siguiente:
- Por juego ganado se obtendrán tres puntos (Si el visitante gana por diferencia de 2 o más goles se lleva el punto extra).
- Por juego empatado se obtendrá un punto (En caso de empate a 2 o más goles se juegan en penales el punto extra).
- Por juego perdido no se otorgan puntos.

El orden de los clubes al final de la Fase de Calificación del torneo corresponderá a la suma de los puntos obtenidos por cada uno de ellos y se presentará en forma descendente. Si al finalizar las 15 jornadas del torneo, dos o más clubes estuviesen empatados en puntos, su posición en la Tabla general será determinada atendiendo a los siguientes criterios de desempate:
1. Mejor diferencia entre los goles anotados y recibidos.
2. Mayor número de goles anotados.
3. Marcadores particulares entre los Clubes empatados.
4. Mayor número de goles anotados como visitante.
5. Mejor ubicado en la Tabla general de cociente.
6. Tabla Fair Play.
7. Sorteo.

Para determinar los lugares que ocuparán los clubes que participen en la fase final del torneo se tomará como base la Tabla General.
Participan automáticamente por el título de Campeón de la Liga Premier de Ascenso los primeros 2 lugares cada grupo y los dos mejores terceros lugares – no pudiendo participar en esta liguilla por derecho a ascenso los 18 equipos filiales de Liga MX quienes tendrán su propia liguilla-.

### Fase final
Los ocho clubes calificados para cada liguilla del torneo serán reubicados de acuerdo con el lugar que ocupen en la Tabla General de Cocientes al término de la jornada 15, con el puesto del número uno al club mejor clasificado, y así hasta el #8. Los partidos a esta fase se desarrollarán a visita, en las siguientes etapas:
- Cuartos de final
- Semifinales
- Final

Los clubes vencedores en los partidos de cuartos de final y semifinal serán aquellos que en los dos juegos anoten el mayor número de goles. De existir empate en el número de goles anotados, la posición se definirá a favor del club con mayor cantidad de goles a favor cuando actúe como visitante.
Si una vez aplicado el criterio anterior los clubes siguieran empatados, se observará la posición de los clubes en la Tabla general de clasificación.
Los partidos correspondientes a la fase final se jugarán obligatoriamente los días miércoles y sábado, y jueves y domingo eligiendo, en su caso, exclusivamente en forma descendente, los cuatro Clubes mejor clasificados en la Tabla general al término de la jornada 15, el día y horario de su partido como local. Los siguientes cuatro Clubes podrán elegir únicamente el horario.
El Club vencedor de la Final y por lo tanto Campeón, será aquel que en los dos partidos anote el mayor número de goles. Si al término del tiempo reglamentario el partido está empatado, se agregarán dos tiempos extras de 15 minutos cada uno. De persistir el empate en estos periodos, se procederá a lanzar tiros penales hasta que resulte un vencedor.
Los partidos de cuartos de final se jugarán de la siguiente manera:
En las semifinales participarán los cuatro clubes vencedores de cuartos de final, reubicándolos del uno al cuatro, de acuerdo a su mejor posición en la Tabla general de clasificación al término de la jornada 15 del torneo correspondiente, enfrentándose:
Disputarán el título de Campeón de los Torneos de Apertura 2016 y Clausura 2017 los dos clubes vencedores de la fase semifinal correspondiente, reubicándolos del uno al dos, de acuerdo a su mejor posición en la Tabla general de clasificación al término de las jornadas de cada torneo.

## Equipos por Entidad Federativa
Se muestran las localizaciones en mapa de equipos de Segunda División de México 2016/17 ramal Liga Premier de Ascenso.
Para la temporada 2016-17, la entidad federativa de la República Mexicana con más equipos en la Liga Premier es Jalisco con cinco equipos.
Se anexan los 18 equipos filiales de Liga MX en la cual en el mapa se representan con el sufijo de 'F' y en los equipos por entidad federativa están seguidos de la palabra Premier.
| Santos F Saltillo Pachuca F, Cruz Azul F y Cruz Azul Hidalgo Monterrey F Tigres F Morelia F Tepatitlán, Atlas F, Guadalajara F, UDG B y Cachorros UDG Real ZamoraLa Piedad Tijuana F Club Cuervos de Ensenada Coyotes Puebla F Toluca F América F Club Sporting Canamy UNAM F A.E.M. Fútbol Club Real Cuautitlán León F e Irapuato Veracruz F y Orizaba Querétaro F Necaxa F Mineros B y UAZ Fresnillo Durango Soledad Murciélagos B Oaxaca Chiapas F Ocelotes de la UNACH Cimarrones B Pioneros Inter Playa Athletic Club Morelos y Politécnico Reynosa UACH |

| Entidad Federativa | N.º | Equipos                                                               |
| ------------------ | --- | --------------------------------------------------------------------- |
| Jalisco            | 5   | Atlas Premier, Guadalajara Premier, UDG B, Cachorros UDG y Tepatitlán |
| Ciudad de México   | 3   | América Premier, UNAM Premier y Club Sporting Canamy                  |
| Estado de México   | 3   | Toluca Premier, A.E.M. Fútbol Club y Real Cuautitlán                  |
| Michoacán          | 3   | Morelia Premier, Real Zamora y La Piedad                              |
| Hidalgo            | 3   | Pachuca Premier, Cruz Azul Premier y Cruz Azul Hidalgo                |
| Zacatecas          | 3   | Fresnillo, Zacatecas B y UAZ                                          |
| Baja California    | 2   | Tijuana Premier y Cuervos de Ensenada                                 |
| Chiapas            | 2   | Chiapas Premier y Ocelotes de la UNACH                                |
| Coahuila           | 2   | Santos Laguna Premier y Titanes de Saltillo                           |
| Guanajuato         | 2   | León Premier y Irapuato                                               |
| Morelos            | 2   | Athletic Club Morelos y Politécnico                                   |
| Nuevo León         | 2   | Monterrey Premier y Tigres Premier                                    |
| Quintana Roo       | 2   | Inter Playa y Pioneros                                                |
| Veracruz           | 2   | Veracruz Premier y Orizaba                                            |
| Aguascalientes     | 1   | Necaxa Premier                                                        |
| Chihuahua          | 1   | UACH                                                                  |
| Durango            | 1   | Durango                                                               |
| Oaxaca             | 1   | Chapulineros de Oaxaca                                                |
| Puebla             | 1   | Puebla Premier                                                        |
| Querétaro          | 1   | Querétaro Premier                                                     |
| San Luis Potosí    | 1   | Soledad                                                               |
| Sinaloa            | 1   | Murciélagos B                                                         |
| Sonora             | 1   | Cimarrones B                                                          |
| Tamaulipas         | 1   | Reynosa                                                               |
| Tlaxcala           | 1   | Coyotes de Tlaxcala                                                   |

## Información de Equipos participantes

### Grupo 1
| Equipo                         | Sede                      | Entrenador                     | Estadio                                  | Filial de                  |
| ------------------------------ | ------------------------- | ------------------------------ | ---------------------------------------- | -------------------------- |
| Atlas Premier                  | Zapopan, Jalisco          | Julio Estrada Gerardo Espinoza | Alfredo "Pistache" Torres                | Atlas de Guadalajara       |
| Cimarrones                     | Guaymas, Sonora           | Enrique Ferreira               | Julio Alfonso Alfonso                    | Cimarrones de Sonora       |
| Cuervos de Ensenada            | Ensenada, Baja California | Francisco Hernández Rojas      | Valle Dorado                             |                            |
| Durango                        | Durango, Durango          | Enrique Vizcarra               | Francisco Zarco                          |                            |
| Fresnillo                      | Fresnillo, Zacatecas      | Rubén Hernández Sánchez        | Unidad Deportiva Minera Fresnillo        |                            |
| Guadalajara Premier            | Zapopan, Jalisco          | Omar Arellano                  | Verde Valle                              | Club Deportivo Guadalajara |
| Mineros de Zacatecas "B"       | Zacatecas, Zacatecas      | Cristian Flores                | Francisco Villa                          | Mineros de Zacatecas       |
| Murciélagos "B"                | Guamúchil, Sinaloa        | Adolfo García Parra            | Coloso del Dique                         | Murciélagos Fútbol Club    |
| Monterrey Premier              | Santiago, Nuevo León      | Juan Carlos Barrón             | El Barrial                               | Club de Fútbol Monterrey   |
| Reynosa                        | Reynosa, Tamaulipas       | Ramón Villa Zeballos           | Reynosa                                  |                            |
| Saltillo Soccer                | Saltillo, Coahuila        | Juan José García               | Olímpico Francisco I. Madero             |                            |
| Santos Laguna Premier          | Torreón, Coahuila         | Miguel García Zúñiga           | TSM Cancha Externa N.º 5                 | Club Santos Laguna         |
| Tigres Premier                 | Zuazua, Nuevo León        | Hernán Elizondo                | Instalaciones de Zuazua N.º 2            | Tigres de la UANL          |
| Tijuana Premier                | Tijuana, Baja California  | Diego Torres Ortiz             | Caliente                                 | Club Tijuana               |
| UACH                           | Chihuahua, Chihuahua      | Francisco Gamboa               | Olímpico Universitario José Baeza        |                            |
| Universidad de Guadalajara "B" | Ameca, Jalisco            | Sergio Díaz                    | Núcleo Deportivo y de Espectáculos Ameca | Universidad de Guadalajara |

### Grupo 2
- Coras "B" no participan para este Torneo reducido a 15 equipos en Grupo 2

| Equipo             | Sede                                         | Entrenador          | Estadio                              | Filial de                  |
| ------------------ | -------------------------------------------- | ------------------- | ------------------------------------ | -------------------------- |
| A.E.M. Fútbol Club | Cuautitlán Izcalli, Estado de México         | René Montoya        | Hugo Sánchez Márquez                 |                            |
| Cachorros U. de G. | Tepatitlán de Morelos, Jalisco               | Ahuizotl Sánchez    | Gregorio "Tepa" Gómez                | Universidad de Guadalajara |
| Club Tepatitlán    | Tepatitlán de Morelos, Jalisco               | Ricardo Fernández   | Gregorio "Tepa" Gómez                |                            |
| Cruz Azul Hidalgo  | Ciudad Cooperativa Jasso, Hidalgo            | Edgardo Fuentes     | 10 de diciembre                      | Cruz Azul Fútbol Club      |
| Irapuato           | Irapuato, Guanajuato                         | Luis Padilla        | Sergio León Chávez                   | Celaya Fútbol Club         |
| La Piedad          | La Piedad, Michoacán                         | Héctor Jair Real    | Juan N. López                        |                            |
| León Premier       | León, Guanajuato                             | Alfredo Murguía     | Casa Club León                       | Club León                  |
| Morelia Premier    | Zacapu, Michoacán                            | Rafael Bautista     | Morelos                              | Monarcas Morelia           |
| Necaxa Premier     | Aguascalientes, Aguascalientes               | Hugo Saucedo        | Casa Club Necaxa                     | Club Necaxa                |
| Pachuca Premier    | San Agustín Tlaxiaca, Hidalgo                | Pablo Sabater       | Instalaciones Universidad del Fútbol | Club de Fútbol Pachuca     |
| Querétaro Premier  | Querétaro, Querétaro                         | Héctor Altamirano   | La Corregidora                       | Querétaro Fútbol Club      |
| Real Zamora        | Zamora, Michoacán                            | Arturo Espinoza     | Zamora                               |                            |
| Santos Soledad     | Soledad de Graciano Sánchez, San Luis Potosí | Luis Antonio Valdez | Plan De San Luis                     |                            |
| Toluca Premier     | Metepec, Estado de México                    | Mauro Ortiz         | Instalaciones de Metepec             | Deportivo Toluca           |
| UAZ                | Zacatecas, Zacatecas                         | Reinaldo Lima       | Francisco Villa                      |                            |

### Grupo 3
| Equipo                 | Sede                                | Entrenador            | Estadio                                 | Filial de                   |
| ---------------------- | ----------------------------------- | --------------------- | --------------------------------------- | --------------------------- |
| América Premier        | México, Distrito Federal            | Jorge Martínez Merino | Inst. Club América Cancha N.º 2         | Club América                |
| Athletic Club Morelos  | Cuernavaca, Morelos                 | Miguel Velázquez      | Centenario                              | Club Zacatepec              |
| Chapulineros de Oaxaca | Oaxaca, Oaxaca                      | Carlos Ayala          | Tecnológico de Oaxaca                   | Alebrijes de Oaxaca         |
| Chiapas Premier        | Tuxtla Gutiérrez, Chiapas           | Ignacio Negrete       | Víctor Manuel Reyna                     | Chiapas Fútbol Club         |
| Cruz Azul Premier      | Ciudad Cooperativa Jasso, Hidalgo   | Ramón Villa           | 10 de diciembre                         | Cruz Azul Fútbol Club       |
| Inter Playa            | Playa del Carmen, Quintana Roo      | Narciso Morales       | Mario Villanueva Madrid                 |                             |
| Ocelotes UNACH         | San Cristóbal de las Casas, Chiapas | Lázaro Pérez          | Municipal de San Cristóbal de las Casas |                             |
| Orizaba                | Orizaba, Veracruz                   | Marco Trejo León      | Socum                                   | Tiburones Rojos de Veracruz |
| Pioneros               | Cancún, Quintana Roo                | Mario García Covalles | Olímpico Andrés Quintana Roo            |                             |
| Politécnico            | Oaxtepec, Morelos                   | Miguel Ángel Limón    | Olímpico de la U. Deportiva del IMSS    |                             |
| Puebla Premier         | Puebla, Puebla                      | Gabriel Nolasco       | Unidad Deportiva Mario Vázquez Raña     | Puebla Fútbol Club          |
| Real Cuautitlán        | Texcoco, Estado de México           | Pascual Sandoval      | Claudio Suárez                          |                             |
| Sporting Canamy        | México, D.F.                        | Juan Carlos Rico      | Valentín González                       |                             |
| Tlaxcala               | Tlaxcala, Tlaxcala                  | Silvio Rudman         | Tlahuicole                              | Club de Fútbol Pachuca      |
| UNAM Premier           | México, Distrito Federal            | Alberto Rodríguez     | La Cantera                              | Club Universidad Nacional   |
| Veracruz Premier       | Coatzacoalcos, Veracruz             | Ramón Olán            | Rafael Hernández Ochoa                  | Tiburones Rojos de Veracruz |

## Torneo Regular
Info Organizada de la Pag oficial de la Segunda División https://web.archive.org/web/20160620071617/http://www.segundadivisionfmf.org.mx/resultados-segunda-division
| Jornada 1              | Jornada 1 | Jornada 1                | Jornada 1                                | Jornada 1     | Jornada 1 | Jornada 1 | Jornada 1 | Jornada 1 | Jornada 1 | Jornada 1 |
| Grupo A                | Grupo A   | Grupo A                  | Grupo A                                  | Grupo A       | Grupo A   | Grupo A   | Grupo A   | Grupo A   | Grupo A   | Grupo A   |
| Local                  | Resultado | Visitante                | Estadio                                  | Fecha         | Hora      |           |           |           |           |           |
| ---------------------- | --------- | ------------------------ | ---------------------------------------- | ------------- | --------- | --------- | --------- | --------- | --------- | --------- |
| UACH                   | 0 - 0     | Monterrey Premier        | Olímpico Universitario José Baeza        | 6 de enero    | 19:30     |           |           |           |           |           |
| Alacranes Durango      | 2 - 0     | Tijuana Premier          | Francisco Zarco                          | 6 de enero    | 20:30     |           |           |           |           |           |
| Tigres Premier         | 3 - 1     | Mineros de Zacatecas "B" | Instalaciones de Zuazua N.º 2            | 7 de enero    | 12:00     |           |           |           |           |           |
| U de G "B"             | 0 - 1     | Guadalajara Premier      | Núcleo Deportivo y de Espectáculos Ameca | 7 de enero    | 16:00     |           |           |           |           |           |
| Fresnillo              | 3 - 0     | Murciélagos "B"          | Unidad Deportiva Minera Fresnillo        | 7 de enero    | 19:00     |           |           |           |           |           |
| Cuervos de Ensenada    | 1 - 1     | Atlas Premier            | Ciudad Deportiva                         | 8 de enero    | 12:00     |           |           |           |           |           |
| Titanes de Saltillo    | 1 - 5     | Santos Laguna Premier    | Olímpico Francisco I. Madero             | 22 de febrero | 11:00     |           |           |           |           |           |
| Reynosa                | 0 - 1     | Cimarrones "B"           | Reynosa                                  | 22 de febrero | 11:00     |           |           |           |           |           |
| Grupo B                |           |                          |                                          |               |           |           |           |           |           |           |
| Local                  | Resultado | Visitante                | Estadio                                  | Fecha         | Hora      |           |           |           |           |           |
| León Premier           | 0 - 0     | Toluca Premier           | Casa Club León                           | 6 de enero    | 10:00     |           |           |           |           |           |
| Morelia Premier        | 1 - 0     | Querétaro Premier        | Morelos                                  | 6 de enero    | 16:00     |           |           |           |           |           |
| Real Zamora            | 1 - 2     | Cruz Azul Hidalgo        | Zamora                                   | 7 de enero    | 15:00     |           |           |           |           |           |
| Cachorros U. de G.     | 3 - 0     | UAZ                      | Gregorio "Tepa" Gómez                    | 7 de enero    | 16:00     |           |           |           |           |           |
| Soledad                | 0 - 3     | Pachuca Premier          | Plan de San Luis                         | 7 de enero    | 19:00     |           |           |           |           |           |
| Necaxa Premier         | 0 - 2     | Club Tepatitlán          | Casa Club Necaxa                         | 8 de enero    | 11:00     |           |           |           |           |           |
| Irapuato               | 1 - 2     | La Piedad                | Sergio León Chávez                       | 8 de enero    | 15:00     |           |           |           |           |           |
| Grupo C                |           |                          |                                          |               |           |           |           |           |           |           |
| Local                  | Resultado | Visitante                | Estadio                                  | Fecha         | Hora      |           |           |           |           |           |
| UNAM Premier           | 2 - 1     | Orizaba                  | La Cantera                               | 6 de enero    | 10:00     |           |           |           |           |           |
| Chiapas Premier        | 0 - 2     | Ocelotes UNACH           | Victor Manuel Reyna                      | 6 de enero    | 10:00     |           |           |           |           |           |
| Sporting Canamy        | 0 - 1     | Real Cuautitlán          | Valentín González                        | 7 de enero    | 15:00     |           |           |           |           |           |
| Pioneros               | 3 - 0     | Athletic Club Morelos    | Olímpico Andrés Quintana Roo             | 7 de enero    | 15:00     |           |           |           |           |           |
| Politécnico            | 1 - 3     | América Premier          | Olímpico de Oaxtepec                     | 7 de enero    | 16:00     |           |           |           |           |           |
| Chapulineros de Oaxaca | 3 - 0     | Puebla Premier           | Tecnológico de Oaxaca                    | 7 de enero    | 17:00     |           |           |           |           |           |
| Tlaxcala F.C.          | 1 - 0     | Cruz Azul Premier        | Tlahuicole                               | 7 de enero    | 18:00     |           |           |           |           |           |
| Veracruz Premier       | 1 - 0     | Inter Playa              | Rafael Hernández Ochoa                   | 28 de febrero | 11:00     |           |           |           |           |           |

| Jornada 2                | Jornada 2 | Jornada 2              | Jornada 2                               | Jornada 2   | Jornada 2 | Jornada 2 | Jornada 2 | Jornada 2 | Jornada 2 | Jornada 2 | Jornada 2 |
| Grupo A                  | Grupo A   | Grupo A                | Grupo A                                 | Grupo A     | Grupo A   | Grupo A   | Grupo A   | Grupo A   | Grupo A   | Grupo A   | Grupo A   |
| Local                    | Resultado | Visitante              | Estadio                                 | Fecha       | Hora      |           |           |           |           |           |           |
| ------------------------ | --------- | ---------------------- | --------------------------------------- | ----------- | --------- | --------- | --------- | --------- | --------- | --------- | --------- |
| Tijuana Premier          | 1 - 2     | Fresnillo              | Caliente                                | 13 de enero | 10:00     |           |           |           |           |           |           |
| Guadalajara Premier      | 0 - 0     | Alacranes Durango      | Verde Valle                             | 13 de enero | 16:00     |           |           |           |           |           |           |
| Mineros de Zacatecas "B" | 1 - 2     | U de G "B"             | Francisco Villa                         | 14 de enero | 11:00     |           |           |           |           |           |           |
| Santos Laguna Premier    | 0 - 1     | UACH                   | TSM Cancha Externa N.º 5                | 14 de enero | 11:00     |           |           |           |           |           |           |
| Cimarrones "B"           | 1 - 2     | Tigres Premier         | Héctor Espino González                  | 14 de enero | 18:00     |           |           |           |           |           |           |
| Monterrey Premier        | 1 - 1     | Cuervos de Ensenada    | El Barrial                              | 15 de enero | 10:00     |           |           |           |           |           |           |
| Murciélagos "B"          | 2 - 0     | Titanes de Saltillo    | Coloso del Dique                        | 15 de enero | 18:00     |           |           |           |           |           |           |
| Atlas Premier            | 1 - 0     | Reynosa                | Alfredo "Pistache" Torres               | 18 de enero | 11:00     |           |           |           |           |           |           |
| Grupo B                  |           |                        |                                         |             |           |           |           |           |           |           |           |
| Local                    | Resultado | Visitante              | Estadio                                 | Fecha       | Hora      |           |           |           |           |           |           |
| Pachuca Premier          | 1 - 3     | Necaxa Premier         | Instalaciones Universidad del Fútbol    | 13 de enero | 12:00     |           |           |           |           |           |           |
| Querétaro Premier        | 2 - 0     | Soledad                | Corregidora                             | 13 de enero | 12:00     |           |           |           |           |           |           |
| Toluca Premier           | 0 - 0     | Irapuato               | Instalaciones de Metepec                | 14 de enero | 10:00     |           |           |           |           |           |           |
| UAZ                      | 1 - 3     | León Premier           | Francisco Villa                         | 14 de enero | 16:00     |           |           |           |           |           |           |
| Club Tepatitlán          | 1 - 1     | Real Zamora            | Gregorio "Tepa" Gómez                   | 14 de enero | 16:00     |           |           |           |           |           |           |
| La Piedad                | 2 - 1     | A.E.M. Fútbol Club     | Juan Nepomuceno López                   | 14 de enero | 18:00     |           |           |           |           |           |           |
| Cruz Azul Hidalgo        | 4 - 1     | Cachorros U. de G.     | 10 de diciembre                         | 15 de enero | 12:00     |           |           |           |           |           |           |
| Grupo C                  |           |                        |                                         |             |           |           |           |           |           |           |           |
| Local                    | Resultado | Visitante              | Estadio                                 | Fecha       | Hora      |           |           |           |           |           |           |
| América Premier          | 2 - 1     | Chapulineros de Oaxaca | Inst. Club América Cancha N.º 2         | 13 de enero | 10:00     |           |           |           |           |           |           |
| Ocelotes UNACH           | 0 - 1     | UNAM Premier           | Municipal de San Cristóbal de las Casas | 13 de enero | 19:00     |           |           |           |           |           |           |
| Inter Playa              | 2 - 5     | Tlaxcala F.C.          | Mario Villanueva Madrid                 | 13 de enero | 20:00     |           |           |           |           |           |           |
| Cruz Azul Premier        | 4 - 1     | Chiapas Premier        | 10 de diciembre                         | 14 de enero | 11:00     |           |           |           |           |           |           |
| Real Cuautitlán          | 2 - 1     | Pioneros               | Los Pinos                               | 14 de enero | 12:00     |           |           |           |           |           |           |
| Orizaba                  | 3 - 1     | Sporting Canamy        | Socum                                   | 14 de enero | 12:00     |           |           |           |           |           |           |
| Puebla Premier           | 0 - 2     | Veracruz Premier       | Unidad Deportiva Mario Vázquez Raña     | 14 de enero | 12:00     |           |           |           |           |           |           |
| Athletic Club Morelos    | 9 - 3     | Politécnico            | Centenario                              | 15 de enero | 15:00     |           |           |           |           |           |           |

| Jornada 3              | Jornada 3      | Jornada 3                | Jornada 3                         | Jornada 3   | Jornada 3 | Jornada 3 | Jornada 3 | Jornada 3 | Jornada 3 | Jornada 3 | Jornada 3 |
| Grupo A                | Grupo A        | Grupo A                  | Grupo A                           | Grupo A     | Grupo A   | Grupo A   | Grupo A   | Grupo A   | Grupo A   | Grupo A   | Grupo A   |
| Local                  | Resultado      | Visitante                | Estadio                           | Fecha       | Hora      |           |           |           |           |           |           |
| ---------------------- | -------------- | ------------------------ | --------------------------------- | ----------- | --------- | --------- | --------- | --------- | --------- | --------- | --------- |
| Titanes de Saltillo    | 2( 4 )- ( 5 )2 | Tijuana Premier          | Francisco I. Madero               | 20 de enero | 19:00     |           |           |           |           |           |           |
| UACH                   | 2 - 0          | Murciélagos "B"          | Olímpico Universitario José Baeza | 20 de enero | 19:30     |           |           |           |           |           |           |
| Alacranes Durango      | 1 - 2          | U de G "B"               | Francisco Zarco                   | 20 de enero | 20:30     |           |           |           |           |           |           |
| Cimarrones "B"         | 2 - 1          | Mineros de Zacatecas "B" | Héctor Espino González            | 21 de enero | 18:00     |           |           |           |           |           |           |
| Fresnillo              | 1 - 1          | Guadalajara Premier      | Unidad Deportiva Minera Fresnillo | 21 de enero | 19:00     |           |           |           |           |           |           |
| Reynosa                | 1 - 2          | Monterrey Premier        | Reynosa                           | 21 de enero | 19:45     |           |           |           |           |           |           |
| Cuervos de Ensenada    | 0 - 1          | Santos Laguna Premier    | Ciudad Deportiva                  | 22 de enero | 12:00     |           |           |           |           |           |           |
| Tigres Premier         | 3 - 0          | Atlas Premier            | Instalaciones de Zuazua N.º 2     | 14 de marzo | 11:00     |           |           |           |           |           |           |
| Grupo B                |                |                          |                                   |             |           |           |           |           |           |           |           |
| Local                  | Resultado      | Visitante                | Estadio                           | Fecha       | Hora      |           |           |           |           |           |           |
| León Premier           | 1 - 3          | Cachorros U. de G.       | Casa Club León                    | 20 de enero | 10:00     |           |           |           |           |           |           |
| Morelia Premier        | 2 - 0          | La Piedad                | Morelos                           | 20 de enero | 16:00     |           |           |           |           |           |           |
| A.E.M. Fútbol Club     | 0 - 1          | Toluca Premier           | Hugo Sánchez Márquez              | 21 de enero | 15:00     |           |           |           |           |           |           |
| Real Zamora            | 0 - 1          | Pachuca Premier          | Zamora                            | 21 de enero | 15:00     |           |           |           |           |           |           |
| Club Tepatitlán        | 0 - 1          | Cruz Azul Hidalgo        | Gregorio "Tepa" Gómez             | 21 de enero | 16:00     |           |           |           |           |           |           |
| Necaxa Premier         | 0 - 3          | Querétaro Premier        | Casa Club Necaxa                  | 22 de enero | 11:00     |           |           |           |           |           |           |
| Irapuato               | 4 - 1          | UAZ                      | Sergio León Chávez                | 22 de enero | 15:00     |           |           |           |           |           |           |
| Grupo C                |                |                          |                                   |             |           |           |           |           |           |           |           |
| Local                  | Resultado      | Visitante                | Estadio                           | Fecha       | Hora      |           |           |           |           |           |           |
| UNAM Premier           | 0 - 0          | Chiapas Premier          | La Cantera                        | 20 de enero | 10:00     |           |           |           |           |           |           |
| Sporting Canamy        | 1 - 1          | Ocelotes UNACH           | Valentín González                 | 21 de enero | 15:00     |           |           |           |           |           |           |
| Pioneros               | 1 - 2          | Orizaba                  | Olímpico Andrés Quintana Roo      | 21 de enero | 15:00     |           |           |           |           |           |           |
| Politécnico            | 1 - 1          | Real Cuautitlán          | Olímpico de Oaxtepec              | 21 de enero | 16:00     |           |           |           |           |           |           |
| Veracruz Premier       | 5 - 1          | América Premier          | Rafael Hernández Ochoa            | 21 de enero | 16:00     |           |           |           |           |           |           |
| Chapulineros de Oaxaca | 2 - 0          | Athletic Club Morelos    | Tecnológico de Oaxaca             | 21 de enero | 17:00     |           |           |           |           |           |           |
| Tlaxcala F.C.          | 1 - 0          | Puebla Premier           | Tlahuicole                        | 21 de enero | 18:00     |           |           |           |           |           |           |
| Inter Playa            | 3 - 2          | Cruz Azul Premier        | Mario Villanueva Madrid           | 21 de enero | 18:00     |           |           |           |           |           |           |

| Jornada 4                | Jornada 4   | Jornada 4              | Jornada 4                                | Jornada 4   | Jornada 4 | Jornada 4 | Jornada 4 | Jornada 4 | Jornada 4 | Jornada 4 | Jornada 4 |
| Grupo A                  | Grupo A     | Grupo A                | Grupo A                                  | Grupo A     | Grupo A   | Grupo A   | Grupo A   | Grupo A   | Grupo A   | Grupo A   | Grupo A   |
| Local                    | Resultado   | Visitante              | Estadio                                  | Fecha       | Hora      |           |           |           |           |           |           |
| ------------------------ | ----------- | ---------------------- | ---------------------------------------- | ----------- | --------- | --------- | --------- | --------- | --------- | --------- | --------- |
| Tijuana Premier          | 3 - 0       | UACH                   | Caliente                                 | 27 de enero | 10:00     |           |           |           |           |           |           |
| Mineros de Zacatecas "B" | 1 - 2       | Alacranes Durango      | Francisco Villa                          | 28 de enero | 11:00     |           |           |           |           |           |           |
| Monterrey Premier        | 1 - 1       | Tigres Premier         | El Barrial                               | 29 de enero | 10:00     |           |           |           |           |           |           |
| Atlas Premier            | 2 (5)-(3) 2 | Cimarrones "B"         | Alfredo "Pistache" Torres                | 27 de enero | 11:00     |           |           |           |           |           |           |
| Guadalajara Premier      | 2 - 1       | Titanes de Saltillo    | Verde Valle                              | 27 de enero | 15:30     |           |           |           |           |           |           |
| U de G "B"               | 1 - 1       | Fresnillo              | Núcleo Deportivo y de Espectáculos Ameca | 28 de enero | 16:00     |           |           |           |           |           |           |
| Santos Laguna Premier    | 1 - 0       | Reynosa                | TSM Cancha Externa N.º 5                 | 28 de enero | 11:00     |           |           |           |           |           |           |
| Murciélagos "B"          | 1 - 0       | Cuervos de Ensenada    | Coloso del Dique                         | 28 de enero | 21:00     |           |           |           |           |           |           |
| Grupo B                  |             |                        |                                          |             |           |           |           |           |           |           |           |
| Local                    | Resultado   | Visitante              | Estadio                                  | Fecha       | Hora      |           |           |           |           |           |           |
| Cruz Azul Hidalgo        | 1 - 1       | León Premier           | 10 de diciembre                          | 29 de enero | 12:00     |           |           |           |           |           |           |
| UAZ                      | 1 - 2       | A.E.M. Fútbol Club     | Francisco Villa                          | 28 de enero | 16:00     |           |           |           |           |           |           |
| Querétaro Premier        | 3 - 2       | Real Zamora            | Corregidora                              | 27 de enero | 12:00     |           |           |           |           |           |           |
| Pachuca Premier          | 3 - 0       | Club Tepatitlán        | Instalaciones Universidad del Fútbol     | 27 de enero | 12:00     |           |           |           |           |           |           |
| La Piedad                | 3 - 0       | Soledad                | Juan N. López                            | 28 de enero | 20:00     |           |           |           |           |           |           |
| Coras de Tepic "B"       | 1 - 0       | Necaxa Premier         | Arena Cora                               | 28 de enero | 11:00     |           |           |           |           |           |           |
| Cachorros U. de G.       | 1 - 3       | Irapuato               | Gregorio "Tepa" Gómez                    | 28 de enero | 16:00     |           |           |           |           |           |           |
| Toluca Premier           | 4 - 2       | Morelia Premier        | Instalaciones de Metepec                 | 28 de enero | 10:00     |           |           |           |           |           |           |
| Grupo C                  |             |                        |                                          |             |           |           |           |           |           |           |           |
| Local                    | Resultado   | Visitante              | Estadio                                  | Fecha       | Hora      |           |           |           |           |           |           |
| Cruz Azul Premier        | 1 - 1       | UNAM Premier           | 10 de diciembre                          | 28 de enero | 11:00     |           |           |           |           |           |           |
| Puebla Premier           | 0 - 1       | Inter Playa            | Unidad Deportiva Mario Vázquez Raña      | 28 de enero | 12:00     |           |           |           |           |           |           |
| Ocelotes UACH            | 0 - 3       | Pioneros               | Municipal de San Cristóbal de las Casas  | 27 de enero | 19:00     |           |           |           |           |           |           |
| Chiapas Premier          | 1 - 0       | Sporting Canamy        | Víctor Manuel Reyna                      | 27 de enero | 10:00     |           |           |           |           |           |           |
| Athletic Club Morelos    | 1 - 1       | Veracruz Premier       | Centenario                               | 27 de enero | 15:00     |           |           |           |           |           |           |
| Orizaba                  | 3 - 0       | Politécnico            | Socum                                    | 28 de enero | 12:00     |           |           |           |           |           |           |
| América Premier          | 2 - 1       | Tlaxcala F.C.          | Inst. Club América Cancha N.º 2          | 27 de enero | 10:00     |           |           |           |           |           |           |
| Real Cuautitlán          | 2 - 3       | Chapulineros de Oaxaca | Claudio Suárez                           | 28 de enero | 12:00     |           |           |           |           |           |           |

| Jornada 5              | Jornada 5 | Jornada 5                | Jornada 5                            | Jornada 5    | Jornada 5 | Jornada 5 | Jornada 5 | Jornada 5 | Jornada 5 | Jornada 5 | Jornada 5 |
| Grupo A                | Grupo A   | Grupo A                  | Grupo A                              | Grupo A      | Grupo A   | Grupo A   | Grupo A   | Grupo A   | Grupo A   | Grupo A   | Grupo A   |
| Local                  | Resultado | Visitante                | Estadio                              | Fecha        | Hora      |           |           |           |           |           |           |
| ---------------------- | --------- | ------------------------ | ------------------------------------ | ------------ | --------- | --------- | --------- | --------- | --------- | --------- | --------- |
| Cuervos de Ensenada    | 2 - 0     | Tijuana Premier          | Ciudad Deportiva                     | 5 de febrero | 12:00     |           |           |           |           |           |           |
| UACH                   | 1 - 0     | Guadalajara Premier      | Olímpico Universitario José Baeza    | 3 de febrero | 19:30     |           |           |           |           |           |           |
| Fresnillo              | 3 - 1     | Alacranes Durango        | Unidad Deportiva Minera Fresnillo    | 4 de febrero | 19:00     |           |           |           |           |           |           |
| Atlas Premier          | 1 - 0     | Mineros de Zacatecas "B" | Alfredo "Pistache" Torres            | 3 de febrero | 11:00     |           |           |           |           |           |           |
| Tigres Premier         | 0 - 0     | Santos Laguna Premier    | Instalaciones de Zuazua No.2         | 4 de febrero | 12:00     |           |           |           |           |           |           |
| Titanes de Saltillo    | 1 - 0     | U de G "B"               | Francisco I. Madero                  | 3 de febrero | 19:00     |           |           |           |           |           |           |
| Reynosa                | 2 - 0     | Murciélagos "B"          | Reynosa                              | 4 de febrero | 19:45     |           |           |           |           |           |           |
| Cimarrones "B"         | 2 - 1     | Monterrey Premier        | Julio Alfonso Alfonso                | 4 de febrero | 18:00     |           |           |           |           |           |           |
| Grupo B                |           |                          |                                      |              |           |           |           |           |           |           |           |
| Local                  | Resultado | Visitante                | Estadio                              | Fecha        | Hora      |           |           |           |           |           |           |
| Irapuato               | 2 - 0     | León Premier             | Sergio León Chávez                   | 5 de febrero | 15:00     |           |           |           |           |           |           |
| Club Tepatitlán        | 1 - 1     | Querétaro Premier        | Gregorio "Tepa" Gómez                | 4 de febrero | 16:00     |           |           |           |           |           |           |
| Soledad                | 0 - 1     | Toluca Premier           | Plan de San Luis                     | 4 de febrero | 19:00     |           |           |           |           |           |           |
| Morelia Premier        | 0 - 0     | UAZ                      | Morelos                              | 3 de febrero | 15:30     |           |           |           |           |           |           |
| A.E.M. Fútbol Club     | 2 - 0     | Cachorros U. de G.       | Hugo Sánchez Márquez                 | 4 de febrero | 17:00     |           |           |           |           |           |           |
| Real Zamora            | 1 - 0     | Coras de Tepic "B"       | Zamora                               | 4 de febrero | 19:00     |           |           |           |           |           |           |
| Necaxa Premier         | 2 - 2     | La Piedad                | Casa Club Necaxa                     | 5 de febrero | 11:00     |           |           |           |           |           |           |
| Pachuca Premier        | 2 - 2     | Cruz Azul Hidalgo        | Instalaciones Universidad del Fútbol | 3 de febrero | 12:00     |           |           |           |           |           |           |
| Grupo C                |           |                          |                                      |              |           |           |           |           |           |           |           |
| Local                  | Resultado | Visitante                | Estadio                              | Fecha        | Hora      |           |           |           |           |           |           |
| Pioneros               | 2 - 0     | Chiapas Premier          | Olímpico Andrés Quintana Roo         | 4 de febrero | 15:00     |           |           |           |           |           |           |
| Sporting Canamy        | 0 - 1     | UNAM Premier             | Valentín González                    | 4 de febrero | 15:00     |           |           |           |           |           |           |
| Politécnico            | 1 - 1     | Ocelotes UNACH           | Olímpico de Oaxtepec                 | 4 de febrero | 19:00     |           |           |           |           |           |           |
| Puebla Premier         | 1 - 2     | Cruz Azul Premier        | Unidad Deportiva Mario Vázquez Raña  | 4 de febrero | 18:30     |           |           |           |           |           |           |
| Chapulineros de Oaxaca | 2 - 2     | Orizaba                  | Tecnológico de Oaxaca                | 4 de febrero | 17:00     |           |           |           |           |           |           |
| Veracruz Premier       | 1 - 0     | Real Cuautitlán          | Rafael Hernández Ochoa               | 4 de febrero | 16:00     |           |           |           |           |           |           |
| Inter Playa            | 1 - 1     | América Premier          | Mario Villanueva Madrid              | 4 de febrero | 18:00     |           |           |           |           |           |           |
| Tlaxcala F.C.          | 1 - 0     | Athletic Club Morelos    | Tlahuicole                           | 4 de febrero | 18:00     |           |           |           |           |           |           |

| Jornada 6                | Jornada 6 | Jornada 6              | Jornada 6                                | Jornada 6     | Jornada 6 | Jornada 6 | Jornada 6 | Jornada 6 | Jornada 6 | Jornada 6 | Jornada 6 |
| Grupo A                  | Grupo A   | Grupo A                | Grupo A                                  | Grupo A       | Grupo A   | Grupo A   | Grupo A   | Grupo A   | Grupo A   | Grupo A   | Grupo A   |
| Local                    | Resultado | Visitante              | Estadio                                  | Fecha         | Hora      |           |           |           |           |           |           |
| ------------------------ | --------- | ---------------------- | ---------------------------------------- | ------------- | --------- | --------- | --------- | --------- | --------- | --------- | --------- |
| Monterrey Premier        | 1 - 1     | Atlas Premier          | El Barrial                               | 12 de febrero | 10:00     |           |           |           |           |           |           |
| U de G "B"               | 3 - 1     | UACH                   | Núcleo Deportivo y de Espectáculos Ameca | 11 de febrero | 16:00     |           |           |           |           |           |           |
| Murciélagos "B"          | 2 - 1     | Tigres Premier         | Coloso del Dique                         | 11 de febrero | 21:00     |           |           |           |           |           |           |
| Alacranes Durango        | 0 - 0     | Titanes de Saltillo    | Francisco Zarco                          | 10 de febrero | 20:30     |           |           |           |           |           |           |
| Santos Laguna Premier    | 3 - 2     | Cimarrones "B"         | TSM Cancha Externa N.º 5                 | 11 de febrero | 11:00     |           |           |           |           |           |           |
| Mineros de Zacatecas "B" | 0 - 0     | Fresnillo              | Francisco Villa                          | 11 de febrero | 11:00     |           |           |           |           |           |           |
| Tijuana Premier          | 2 - 3     | Reynosa                | Caliente                                 | 10 de febrero | 10:00     |           |           |           |           |           |           |
| Guadalajara "B"          | 1 - 0     | Cuervos de Ensenada    | Verde Valle                              | 10 de febrero | 15:30     |           |           |           |           |           |           |
| Grupo B                  |           |                        |                                          |               |           |           |           |           |           |           |           |
| Local                    | Resultado | Visitante              | Estadio                                  | Fecha         | Hora      |           |           |           |           |           |           |
| Querétaro Premier        | 1 - 1     | Pachuca Premier        | Corregidora                              | 10 de febrero | 12:00     |           |           |           |           |           |           |
| Cachorros U. de G.       | 1 - 3     | Morelia Premier        | Gregorio "Tepa" Gómez                    | 11 de febrero | 16:00     |           |           |           |           |           |           |
| La Piedad                | 0 - 0     | Real Zamora            | Juan N. López                            | 11 de febrero | 20:00     |           |           |           |           |           |           |
| León Premier             | 2 - 0     | A.E.M. Fútbol Club     | Casa Club León                           | 10 de febrero | 10:00     |           |           |           |           |           |           |
| Coras de Tepic "B"       | 2 - 1     | Club Tepatitlán        | Arena Cora                               | 10 de febrero | 19:00     |           |           |           |           |           |           |
| UAZ                      | 3 - 1     | Soledad                | Francisco Villa                          | 11 de febrero | 16:00     |           |           |           |           |           |           |
| Toluca Premier           | 1 - 0     | Necaxa Premier         | Instalaciones de Metepec                 | 11 de febrero | 10:00     |           |           |           |           |           |           |
| Cruz Azul Hidalgo        | 2 - 1     | Irapuato               | 10 de diciembre                          | 12 de febrero | 12:00     |           |           |           |           |           |           |
| Grupo C                  |           |                        |                                          |               |           |           |           |           |           |           |           |
| Local                    | Resultado | Visitante              | Estadio                                  | Fecha         | Hora      |           |           |           |           |           |           |
| Athletic Club Morelos    | 2 - 1     | Inter Playa            | Centenario                               | 12 de febrero | 15:00     |           |           |           |           |           |           |
| América Premier          | 2 - 0     | Puebla Premier         | Inst. Club América Cancha No.2           | 10 de febrero | 10:00     |           |           |           |           |           |           |
| Cruz Azul Premier        | 5 - 0     | Sporting Canamy        | 10 de diciembre                          | 11 de febrero | 11:00     |           |           |           |           |           |           |
| UNAM Premier             | 2 - 2     | Pioneros               | La Cantera                               | 10 de febrero | 10:00     |           |           |           |           |           |           |
| Orizaba                  | 2 - 0     | Veracruz Premier       | Socum                                    | 11 de febrero | 12:00     |           |           |           |           |           |           |
| Real Cuautitlán          | 1 - 1     | Tlaxcala F.C.          | Claudio Suárez                           | 11 de febrero | 12:00     |           |           |           |           |           |           |
| Chiapas Premier          | 1 - 0     | Politécnico            | Víctor Manuel Reyna                      | 10 de febrero | 10:00     |           |           |           |           |           |           |
| Ocelotes UNACH           | 3 - 0     | Chapulineros de Oaxaca | Municipal de San Cristóbal de las Casas  | 10 de febrero | 19:00     |           |           |           |           |           |           |

| Jornada 7              | Jornada 7 | Jornada 7                | Jornada 7                            | Jornada 7     | Jornada 7 | Jornada 7 | Jornada 7 | Jornada 7 | Jornada 7 | Jornada 7 | Jornada 7 |
| Grupo A                | Grupo A   | Grupo A                  | Grupo A                              | Grupo A       | Grupo A   | Grupo A   | Grupo A   | Grupo A   | Grupo A   | Grupo A   | Grupo A   |
| Local                  | Resultado | Visitante                | Estadio                              | Fecha         | Hora      |           |           |           |           |           |           |
| ---------------------- | --------- | ------------------------ | ------------------------------------ | ------------- | --------- | --------- | --------- | --------- | --------- | --------- | --------- |
| Tigres Premier         | 2 - 1     | Tijuana Premier          | Instalaciones de Zuazua No.2         | 18 de febrero | 12:00     |           |           |           |           |           |           |
| Reynosa                | 3 - 5     | Guadalajara Premier      | Reynosa                              | 18 de febrero | 18:00     |           |           |           |           |           |           |
| UACH                   | 1 - 0     | Durango                  | Olímpico Universitario José Baeza    | 17 de febrero | 19:30     |           |           |           |           |           |           |
| Atlas Premier          | 0 - 0     | Santos Laguna Premier    | Alfredo "Pistache" Torres            | 17 de febrero | 11:00     |           |           |           |           |           |           |
| Monterrey Premier      | 1 - 1     | Mineros de Zacatecas "B" | El Barrial                           | 19 de febrero | 10:00     |           |           |           |           |           |           |
| Cuervos de Ensenada    | 3 - 3     | U. de G. "B"             | Ciudad Deportiva                     | 19 de febrero | 12:00     |           |           |           |           |           |           |
| Titanes de Saltillo    | 2 - 0     | Fresnillo                | Francisco I. Madero                  | 17 de febrero | 19:00     |           |           |           |           |           |           |
| Cimarrones "B"         | 1 - 1     | Murciélagos "B"          | Julio Alfonso Alfonso                | 18 de febrero | 10:00     |           |           |           |           |           |           |
| Grupo B                |           |                          |                                      |               |           |           |           |           |           |           |           |
| Local                  | Resultado | Visitante                | Estadio                              | Fecha         | Hora      |           |           |           |           |           |           |
| Morelia Premier        | 0 - 3     | León Premier             | Morelos                              | 17 de febrero | 15:30     |           |           |           |           |           |           |
| Real Zamora            | 0 - 0     | Toluca Premier           | Zamora                               | 18 de febrero | 15:00     |           |           |           |           |           |           |
| Necaxa Premier         | 0 - 2     | UAZ                      | Casa Club Necaxa                     | 19 de febrero | 11:00     |           |           |           |           |           |           |
| Soledad                | 1 - 1     | Cachorros U. de G.       | Plan de San Luis                     | 18 de febrero | 19:00     |           |           |           |           |           |           |
| Pachuca Premier        | 1 - 1     | Coras "B"                | Instalaciones Universidad del Fútbol | 18 de febrero | 19:00     |           |           |           |           |           |           |
| Club Tepatitlán        | 0 - 1     | La Piedad                | Gregorio "Tepa" Gómez                | 18 de febrero | 16:00     |           |           |           |           |           |           |
| Querétaro Premier      | 0 - 0     | Cruz Azul Hidalgo        | Corregidora                          | 17 de febrero | 12:00     |           |           |           |           |           |           |
| A.E.M. Fútbol Club     | 2 - 2     | Irapuato                 | Hugo Sánchez Márquez                 | 18 de febrero | 16:00     |           |           |           |           |           |           |
| Grupo C                |           |                          |                                      |               |           |           |           |           |           |           |           |
| Local                  | Resultado | Visitante                | Estadio                              | Fecha         | Hora      |           |           |           |           |           |           |
| Politécnico            | 1 - 3     | UNAM Premier             | Olímpico de Oaxtepec                 | 18 de febrero | 16:00     |           |           |           |           |           |           |
| Chapulineros de Oaxaca | 5 - 1     | Chiapas Premier          | Tecnólgico de Oaxaca                 | 18 de febrero | 17:00     |           |           |           |           |           |           |
| Veracruz Premier       | 1 - 0     | Ocelotes UNACH           | Rafael Hernández Ochoa               | 18 de febrero | 16:00     |           |           |           |           |           |           |
| América Premier        | 4 - 0     | Cruz Azul Premier        | Inst. Club América Cancha N.º 2      | 17 de febrero | 10:00     |           |           |           |           |           |           |
| Tlaxcala               | 1 - 0     | Orizaba                  | Tlahuicole                           | 18 de febrero | 18:00     |           |           |           |           |           |           |
| Inter Playa            | 2 - 3     | Real Cuautitlán          | Mario Villanueva Madrid              | 18 de febrero | 18:00     |           |           |           |           |           |           |
| Pioneros               | 3 - 0     | Sporting Canamy          | Olímpico Andrés Quintana Roo         | 18 de febrero | 15:00     |           |           |           |           |           |           |
| Puebla Premier         | 2 - 3     | Athletic Club Morelos    | Unidad Deportiva Mario Vázquez Raña  | 18 de febrero | 12:00     |           |           |           |           |           |           |

| Jornada 8                | Jornada 8 | Jornada 8              | Jornada 8                               | Jornada 8     | Jornada 8 | Jornada 8 | Jornada 8 | Jornada 8 | Jornada 8 | Jornada 8 | Jornada 8 |
| Grupo A                  | Grupo A   | Grupo A                | Grupo A                                 | Grupo A       | Grupo A   | Grupo A   | Grupo A   | Grupo A   | Grupo A   | Grupo A   | Grupo A   |
| Local                    | Resultado | Visitante              | Estadio                                 | Fecha         | Hora      |           |           |           |           |           |           |
| ------------------------ | --------- | ---------------------- | --------------------------------------- | ------------- | --------- | --------- | --------- | --------- | --------- | --------- | --------- |
| Murciélagos "B"          | 2 - 1     | Atlas Premier          | Coloso del Dique                        | 25 de febrero | 19:00     |           |           |           |           |           |           |
| Fresnillo                | 3 - 2     | UACH                   | Unidad Deportiva Minera Fresnillo       | 25 de febrero | 19:00     |           |           |           |           |           |           |
| Guadalajara Premier      | 2 - 2     | Tigres Premier         | Verde Valle                             | 24 de febrero | 16:00     |           |           |           |           |           |           |
| Mineros de Zacatecas "B" | 6 - 0     | Titanes de Saltillo    | Francisco Villa                         | 25 de febrero | 11:00     |           |           |           |           |           |           |
| Tijuana "B"              | 3 - 1     | Cimarrones "B"         | Caliente                                | 24 de febrero | 10:00     |           |           |           |           |           |           |
| U de G "B"               | 2 - 0     | Reynosa                | Núcleo de Deportes y Espectáculos Ameca | 25 de febrero | 16:00     |           |           |           |           |           |           |
| Santos Laguna Premier    | 3 - 1     | Monterrey Premier      | TSM Cancha Externa No.5                 | 25 de febrero | 11:00     |           |           |           |           |           |           |
| Durango                  | 0 - 0     | Cuervos de Ensenada    | Francisco Zarco                         | 24 de febrero | 20:30     |           |           |           |           |           |           |
| Grupo B                  |           |                        |                                         |               |           |           |           |           |           |           |           |
| Local                    | Resultado | Visitante              | Estadio                                 | Fecha         | Hora      |           |           |           |           |           |           |
| La Piedad                | 1 - 0     | Pachuca Premier        | Juan N. López                           | 25 de febrero | 20:00     |           |           |           |           |           |           |
| Coras "B"                | 1 - 0     | Querétaro Premier      | Arena Cora                              | 25 de febrero | 12:00     |           |           |           |           |           |           |
| Irapuato                 | 1 - 1     | Morelia Premier        | Sergio León Chávez                      | 26 de febrero | 15:00     |           |           |           |           |           |           |
| Cruz Azul Hidalgo        | 2 - 0     | A.E.M. Fútbol Club     | 10 de diciembre                         | 26 de febrero | 12:00     |           |           |           |           |           |           |
| UAZ                      | 1 - 0     | Real Zamora            | Francisco Villa                         | 25 de febrero | 16:00     |           |           |           |           |           |           |
| León Premier             | 2 - 1     | Santos Soledad         | Casa Club León                          | 24 de febrero | 10:00     |           |           |           |           |           |           |
| Toluca Premier           | 0 - 0     | Club Tepatitlán        | Instalaciones de Metepec                | 25 de febrero | 10:00     |           |           |           |           |           |           |
| Cachorros U. de G.       | 2 - 3     | Necaxa Premier         | Gregorio "Tepa" Gómez                   | 25 de febrero | 11:00     |           |           |           |           |           |           |
| Grupo C                  |           |                        |                                         |               |           |           |           |           |           |           |           |
| Local                    | Resultado | Visitante              | Estadio                                 | Fecha         | Hora      |           |           |           |           |           |           |
| UNAM Premier             | 3 - 3     | Chapulineros de Oaxaca | La Cantera                              | 24 de febrero | 10:00     |           |           |           |           |           |           |
| Albinegros               | 0 - 3     | Inter Playa            | Socum                                   | 25 de febrero | 12:00     |           |           |           |           |           |           |
| Real Cuautitlán          | 1 - 1     | Puebla Premier         | Claudio Suárez                          | 25 de febrero | 12:00     |           |           |           |           |           |           |
| Cruz Azul Premier        | 1 - 2     | Pioneros               | 10 de diciembre                         | 25 de febrero | 11:00     |           |           |           |           |           |           |
| Chiapas Premier          | 2 - 2     | Veracruz Premier       | Víctor Manuel Reyna                     | 24 de febrero | 10:00     |           |           |           |           |           |           |
| Ocelotes UNACH           | 1 - 1     | Tlaxcala               | Municipal de San Cristóbal de las Casas | 24 de febrero | 19:00     |           |           |           |           |           |           |
| Sporting Canamy          | 0 - 1     | Politécnico            | Valentín González                       | 25 de febrero | 15:00     |           |           |           |           |           |           |
| Athletic Club Morelos    | 3 - 5     | América Premier        | Centenario                              | 26 de febrero | 15:00     |           |           |           |           |           |           |

| Jornada 9              | Jornada 9 | Jornada 9                | Jornada 9                            | Jornada 9  | Jornada 9 | Jornada 9 | Jornada 9 | Jornada 9 | Jornada 9 | Jornada 9 | Jornada 9 |
| Grupo A                | Grupo A   | Grupo A                  | Grupo A                              | Grupo A    | Grupo A   | Grupo A   | Grupo A   | Grupo A   | Grupo A   | Grupo A   | Grupo A   |
| Local                  | Resultado | Visitante                | Estadio                              | Fecha      | Hora      |           |           |           |           |           |           |
| ---------------------- | --------- | ------------------------ | ------------------------------------ | ---------- | --------- | --------- | --------- | --------- | --------- | --------- | --------- |
| Atlas Premier          | 2 - 0     | Tijuana Premier          | Alfredo "Pistache" Torres            | 3 de marzo | 10:00     |           |           |           |           |           |           |
| Cimarrones "B"         | 0 - 2     | Guadalajara Premier      | Julio Alfonso Alfonso                | 4 de marzo | 18:00     |           |           |           |           |           |           |
| Reynosa                | 1 - 0     | Durango                  | Reynosa                              | 5 de marzo | 14:00     |           |           |           |           |           |           |
| Santos Laguna Premier  | 2 - 1     | Mineros de Zacatecas "B" | TSM Cancha Externa No.5              | 4 de marzo | 11:00     |           |           |           |           |           |           |
| Tigres Premier         | 2 - 0     | U de G "B"               | Instalaciones de Zuazua No.2         | 4 de marzo | 12:00     |           |           |           |           |           |           |
| UACH                   | 3 - 1     | Titanes de Saltillo      | Olímpico Universitario José Baeza    | 3 de marzo | 19:30     |           |           |           |           |           |           |
| Cuervos de Ensenada    | 2 - 0     | Fresnillo                | Ciudad Deportiva                     | 5 de marzo | 12:00     |           |           |           |           |           |           |
| Monterrey Premier      | 1 - 1     | Murciélagos "B"          | El Barrial                           | 5 de marzo | 10:00     |           |           |           |           |           |           |
| Grupo B                |           |                          |                                      |            |           |           |           |           |           |           |           |
| Local                  | Resultado | Visitante                | Estadio                              | Fecha      | Hora      |           |           |           |           |           |           |
| Necaxa Premier         | 3 - 3     | León Premier             | Casa Club Necaxa                     | 5 de marzo | 11:00     |           |           |           |           |           |           |
| Pachuca Premier        | 2 - 1     | Toluca Premier           | Instalaciones Universidad del Fútbol | 3 de marzo | 12:00     |           |           |           |           |           |           |
| Club Tepatitlán        | 2 - 1     | UAZ                      | Gregorio "Tepa" Gómez                | 4 de marzo | 16:00     |           |           |           |           |           |           |
| Morelia Premier        | 0 - 1     | A.E.M. Fútbol Club       | Morelos                              | 3 de marzo | 15:30     |           |           |           |           |           |           |
| Real Zamora            | 3 - 0     | Cachorros U. de G.       | Zamora                               | 4 de marzo | 15:00     |           |           |           |           |           |           |
| Querétaro Premier      | 0 - 2     | La Piedad                | Corregidora                          | 3 de marzo | 12:00     |           |           |           |           |           |           |
| Coras "B"              | 3 - 0     | Cruz Azul Hidalgo        | Arena Cora                           | 4 de marzo | 12:00     |           |           |           |           |           |           |
| Santos Soledad         | 0 - 1     | Irapuato                 | Plan de San Luis                     | 4 de marzo | 19:00     |           |           |           |           |           |           |
| Grupo C                |           |                          |                                      |            |           |           |           |           |           |           |           |
| Local                  | Resultado | Visitante                | Estadio                              | Fecha      | Hora      |           |           |           |           |           |           |
| Veracruz Premier       | 0 - 1     | UNAM Premier             | Rafael Hernández Ochoa               | 4 de marzo | 16:00     |           |           |           |           |           |           |
| Tlaxcala               | 1 - 0     | Chiapas Premier          | Tlahuicole                           | 4 de marzo | 18:00     |           |           |           |           |           |           |
| Inter Playa            | 4 - 3     | Ocelotes UNACH           | Mario Villanueva Madrid              | 4 de marzo | 18:00     |           |           |           |           |           |           |
| Athletic Club Morelos  | 4 - 2     | Cruz Azul Premier        | Centenario                           | 5 de marzo | 15:00     |           |           |           |           |           |           |
| América Premier        | 3 - 2     | Real Cuautitlán          | Inst. Club América Cancha No.2       | 3 de marzo | 10:00     |           |           |           |           |           |           |
| Puebla Premier         | 1 - 0     | Orizaba                  | Unidad Deportiva Mario Vázquez Raña  | 4 de marzo | 12:00     |           |           |           |           |           |           |
| Politécnico            | 1 - 1     | Pioneros                 | Olímpico de Oaxtepec                 | 4 de marzo | 16:00     |           |           |           |           |           |           |
| Chapulineros de Oaxaca | 1 - 0     | Sporting Canamy          | Tecnológico de Oaxaca                | 4 de marzo | 17:00     |           |           |           |           |           |           |

| Jornada 10               | Jornada 10 | Jornada 10             | Jornada 10                              | Jornada 10  | Jornada 10 | Jornada 10 | Jornada 10 | Jornada 10 | Jornada 10 | Jornada 10 | Jornada 10 |
| Grupo A                  | Grupo A    | Grupo A                | Grupo A                                 | Grupo A     | Grupo A    | Grupo A    | Grupo A    | Grupo A    | Grupo A    | Grupo A    | Grupo A    |
| Local                    | Resultado  | Visitante              | Estadio                                 | Fecha       | Hora       |            |            |            |            |            |            |
| ------------------------ | ---------- | ---------------------- | --------------------------------------- | ----------- | ---------- | ---------- | ---------- | ---------- | ---------- | ---------- | ---------- |
| Guadalajara Premier      | 2 - 0      | Atlas Premier          | Verde Valle                             | 10 de marzo | 16:00      |            |            |            |            |            |            |
| Mineros de Zacatecas "B" | 3 - 0      | UACH                   | Francisco Villa                         | 11 de marzo | 11:00      |            |            |            |            |            |            |
| Murciélagos "B"          | 1 - 1      | Santos Laguna Premier  | Coloso del Dique                        | 11 de marzo | 19:00      |            |            |            |            |            |            |
| Alacranes                | 1 - 0      | Tigres Premier         | Francisco Zarco                         | 10 de marzo | 20:30      |            |            |            |            |            |            |
| U de G "B"               | 4 - 1      | Cimarrones "B"         | Núcleo de Deportes y Espectáculos Ameca | 11 de marzo | 16:00      |            |            |            |            |            |            |
| Fresnillo                | 2 - 1      | Reynosa                | Unidad Deportiva Minera Fresnillo       | 11 de marzo | 19:00      |            |            |            |            |            |            |
| Tijuana Premier          | 3 - 4      | Monterrey Premier      | Caliente                                | 10 de marzo | 10:00      |            |            |            |            |            |            |
| Titanes de Saltillo      | 2 - 1      | Cuervos de Ensenada    | Francisco I. Madero                     | 10 de marzo | 19:00      |            |            |            |            |            |            |
| Grupo B                  |            |                        |                                         |             |            |            |            |            |            |            |            |
| Local                    | Resultado  | Visitante              | Estadio                                 | Fecha       | Hora       |            |            |            |            |            |            |
| Toluca Premier           | 0 - 2      | Querétaro Premier      | Instalaciones de Metepec                | 11 de marzo | 10:00      |            |            |            |            |            |            |
| UAZ                      | 3 - 0      | Pachuca Premier        | Francisco Villa                         | 11 de marzo | 16:00      |            |            |            |            |            |            |
| Cruz Azul Hidalgo        | 1 - 2      | Morelia Premier        | 10 de diciembre                         | 12 de marzo | 12:00      |            |            |            |            |            |            |
| León Premier             | 3 - 2      | Real Zamora            | Casa Club León                          | 10 de marzo | 10:00      |            |            |            |            |            |            |
| La Piedad                | 1 - 0      | Coras "B"              | Juan N. López                           | 11 de marzo | 16:00      |            |            |            |            |            |            |
| Cachorros U. de G.       | 1 - 1      | Club Tepatitlán        | Gregorio "Tepa" Gómez                   | 11 de marzo | 16:00      |            |            |            |            |            |            |
| A.E.M. Fútbol Club       | 2 - 2      | Santos Soledad         | Hugo Sánchez Márquez                    | 11 de marzo | 16:00      |            |            |            |            |            |            |
| Irapuato                 | 3 - 2      | Necaxa Premier         | Sergio León Chávez                      | 12 de marzo | 15:00      |            |            |            |            |            |            |
| Grupo C                  |            |                        |                                         |             |            |            |            |            |            |            |            |
| Local                    | Resultado  | Visitante              | Estadio                                 | Fecha       | Hora       |            |            |            |            |            |            |
| UNAM Premier             | 1 - 1      | Tlaxcala               | La Cantera                              | 10 de marzo | 10:00      |            |            |            |            |            |            |
| Chiapas Premier          | 0 - 4      | Inter Playa            | Víctor Manuel Reyna                     | 10 de marzo | 10:00      |            |            |            |            |            |            |
| Ocelotes UNACH           | 1 - 1      | Puebla Premier         | Municipal de San Cristóbal de las Casas | 10 de marzo | 19:00      |            |            |            |            |            |            |
| Sporting Canamy          | 3 - 1      | Veracruz Premier       | Olímpico de Oaxtepec                    | 11 de marzo | 15:00      |            |            |            |            |            |            |
| Cruz Azul Premier        | 1 - 2      | Politécnico            | 10 de diciembre                         | 11 de marzo | 11:00      |            |            |            |            |            |            |
| Albinegros               | 3 - 1      | América Premier        | Socum                                   | 11 de marzo | 12:00      |            |            |            |            |            |            |
| Pioneros                 | 3 - 0      | Chapulineros de Oaxaca | Olímpico Andrés Quintana Roo            | 11 de marzo | 16:00      |            |            |            |            |            |            |
| Real Cuautitlán          | 1 - 0      | Athletic Club Morelos  | Claudio Suárez                          | 11 de marzo | 12:00      |            |            |            |            |            |            |

| Jornada 11             | Jornada 11 | Jornada 11               | Jornada 11                           | Jornada 11  | Jornada 11 | Jornada 11 | Jornada 11 | Jornada 11 | Jornada 11 | Jornada 11 | Jornada 11 |
| Grupo A                | Grupo A    | Grupo A                  | Grupo A                              | Grupo A     | Grupo A    | Grupo A    | Grupo A    | Grupo A    | Grupo A    | Grupo A    | Grupo A    |
| Local                  | Resultado  | Visitante                | Estadio                              | Fecha       | Hora       |            |            |            |            |            |            |
| ---------------------- | ---------- | ------------------------ | ------------------------------------ | ----------- | ---------- | ---------- | ---------- | ---------- | ---------- | ---------- | ---------- |
| Santos Laguna Premier  | 2 - 2      | Tijuana Premier          | TSM Cancha Externa No.5              | 18 de marzo | 11:00      |            |            |            |            |            |            |
| Monterrey Premier      | 0 - 2      | Guadalajara Premier      | El Barrial                           | 19 de marzo | 10:00      |            |            |            |            |            |            |
| Cuervos de Ensenada    | 0 - 0      | UACH                     | Ciudad Deportiva                     | 19 de marzo | 12:00      |            |            |            |            |            |            |
| Cimarrones "B"         | 2 - 0      | Durango                  | Julio Alfonso Alfonso                | 18 de marzo | 18:00      |            |            |            |            |            |            |
| Murciélagos "B"        | 1 - 2      | Mineros de Zacatecas "B" | Coloso del Dique                     | 18 de marzo | 11:00      |            |            |            |            |            |            |
| Atlas Premier          | 1 - 2      | U de G "B"               | Alfredo "Pistache" Torres            | 18 de marzo | 10:00      |            |            |            |            |            |            |
| Reynosa                | 5 - 3      | Titanes de Saltillo      | Reynosa                              | 18 de marzo | 18:00      |            |            |            |            |            |            |
| Tigres Premier         | 0 - 0      | Fresnillo                | Instalaciones Zuazua No.2            | 18 de marzo | 12:00      |            |            |            |            |            |            |
| Grupo B                |            |                          |                                      |             |            |            |            |            |            |            |            |
| Local                  | Resultado  | Visitante                | Estadio                              | Fecha       | Hora       |            |            |            |            |            |            |
| Club Tepatitlán        | 2 - 2      | León Premier             | Gregorio "Tepa" Gómez                | 18 de marzo | 16:00      |            |            |            |            |            |            |
| Santos Soledad         | 2 - 6      | Morelia Premier          | Plan de San Luis                     | 18 de marzo | 19:00      |            |            |            |            |            |            |
| Coras "B"              | 1 - 2      | Toluca Premier           | Arena Cora                           | 18 de marzo | 10:00      |            |            |            |            |            |            |
| Necaxa Premier         | 0 - 0      | A.E.M. Fútbol Club       | Casa Club Necaxa                     | 19 de marzo | 11:00      |            |            |            |            |            |            |
| Querétaro Premier      | 2 - 0      | UAZ                      | Corregidora                          | 17 de marzo | 12:00      |            |            |            |            |            |            |
| Pachuca Premier        | 0 - 0      | Cachorros U. de G.       | Instalaciones Universidad del Fútbol | 17 de marzo | 12:00      |            |            |            |            |            |            |
| La Piedad              | 2 - 1      | Cruz Azul Hidalgo        | Juan N. López                        | 18 de marzo | 20:00      |            |            |            |            |            |            |
| Real Zamora            | 3 - 3      | Irapuato                 | Zamora                               | 18 de marzo | 15:00      |            |            |            |            |            |            |
| Grupo C                |            |                          |                                      |             |            |            |            |            |            |            |            |
| Local                  | Resultado  | Visitante                | Estadio                              | Fecha       | Hora       |            |            |            |            |            |            |
| Puebla Premier         | 2 - 0      | Chiapas Premier          | Unidad Deportiva Mario Vázquez Raña  | 18 de marzo | 12:00      |            |            |            |            |            |            |
| Inter Playa            | 2 - 1      | UNAM Premier             | Mario Villanueva Madrid              | 18 de marzo | 18:00      |            |            |            |            |            |            |
| América Premier        | 2 - 2      | Ocelotes UNACH           | Inst. Club América Cancha No.2       | 17 de marzo | 10:00      |            |            |            |            |            |            |
| Real Cuautitlán        | 5 - 2      | Cruz Azul Premier        | Claudio Suárez                       | 18 de marzo | 12:00      |            |            |            |            |            |            |
| Athletic Club Morelos  | 2 - 1      | Orizaba                  | Centenario                           | 19 de marzo | 15:00      |            |            |            |            |            |            |
| Tlaxcala               | 0 - 0      | Sporting Canamy          | Tlahuicole                           | 18 de marzo | 18:00      |            |            |            |            |            |            |
| Veracruz Premier       | 0 - 2      | Pioneros                 | Rafael Hernández Ochoa               | 18 de marzo | 16:00      |            |            |            |            |            |            |
| Chapulineros de Oaxaca | 1 - 1      | Politécnico              | Tecnológico de Oaxaca                | 18 de marzo | 17:00      |            |            |            |            |            |            |

| Jornada 12               | Jornada 12 | Jornada 12             | Jornada 12                              | Jornada 12  | Jornada 12 | Jornada 12 | Jornada 12 | Jornada 12 | Jornada 12 | Jornada 12 | Jornada 12 |
| Grupo A                  | Grupo A    | Grupo A                | Grupo A                                 | Grupo A     | Grupo A    | Grupo A    | Grupo A    | Grupo A    | Grupo A    | Grupo A    | Grupo A    |
| Local                    | Resultado  | Visitante              | Estadio                                 | Fecha       | Hora       |            |            |            |            |            |            |
| ------------------------ | ---------- | ---------------------- | --------------------------------------- | ----------- | ---------- | ---------- | ---------- | ---------- | ---------- | ---------- | ---------- |
| Alacranes Durango        | 1 - 2      | Atlas Premier          | Francisco Zarco                         | 24 de marzo | 20:30      |            |            |            |            |            |            |
| Guadalajara Premier      | 3 - 0      | Santos Premier         | Verde Valle                             | 24 de marzo | 16:00      |            |            |            |            |            |            |
| Titanes de Saltillo      | 0 - 1      | Tigres Premier         | Francisco I. Madero                     | 24 de marzo | 19:00      |            |            |            |            |            |            |
| Fresnillo                | 3 - 2      | Cimarrones "B"         | Unidad Deportiva Minera Fresnillo       | 25 de marzo | 19:00      |            |            |            |            |            |            |
| UACH                     | 1 - 1      | Reynosa F.C.           | Olímpico José Reyes                     | 24 de marzo | 19:30      |            |            |            |            |            |            |
| Tijuana Premier          | 1 - 1      | Murciélagos "B"        | Caliente                                | 24 de marzo | 10:00      |            |            |            |            |            |            |
| U de G "B"               | 4 - 5      | Monterrey Premier      | Núcleo de Espectáculos y Deportes Ameca | 25 de marzo | 16:00      |            |            |            |            |            |            |
| Mineros de Zacatecas "B" | 1 - 0      | Cuervos de Ensenada    | Francisco Villa                         | 24 de marzo | 16:00      |            |            |            |            |            |            |
| Grupo B                  |            |                        |                                         |             |            |            |            |            |            |            |            |
| Local                    | Resultado  | Visitante              | Estadio                                 | Fecha       | Hora       |            |            |            |            |            |            |
| Cachorros U. de G.       | 0 - 1      | Querétaro Premier      | Gregorio "Tepa" Gómez                   | 25 de marzo | 16:00      |            |            |            |            |            |            |
| León Premier             | 0 - 0      | Pachuca Premier        | Casa Club León                          | 24 de marzo | 10:00      |            |            |            |            |            |            |
| A.E.M. Fútbol Club       | 1 - 1      | Real Zamora            | Hugo Sánchez Márquez                    | 25 de marzo | 16:00      |            |            |            |            |            |            |
| Cruz Azul Hidalgo        | 1 - 3      | Santos Soledad         | 10 de diciembre                         | 26 de marzo | 12:00      |            |            |            |            |            |            |
| UAZ                      | 0 - 4      | Coras "B"              | Francisco Villa                         | 26 de marzo | 12:00      |            |            |            |            |            |            |
| Irapuato                 | 4 - 1      | Club Tepatitlán        | Sergio León Chávez                      | 26 de marzo | 15:00      |            |            |            |            |            |            |
| Toluca Premier           | 0 - 0      | La Piedad              | Instalaciones de Metepec                | 25 de marzo | 10:00      |            |            |            |            |            |            |
| Morelia Premier          | 5 - 0      | Necaxa Premier         | Morelos                                 | 24 de marzo | 15:30      |            |            |            |            |            |            |
| Grupo C                  |            |                        |                                         |             |            |            |            |            |            |            |            |
| Local                    | Resultado  | Visitante              | Estadio                                 | Fecha       | Hora       |            |            |            |            |            |            |
| Cruz Azul Premier        | 3 - 0      | Chapulineros de Oaxaca | 10 de diciembre                         | 25 de marzo | 11:00      |            |            |            |            |            |            |
| Sporting Canamy          | 1 - 0      | Inter Playa            | Valentín González                       | 25 de marzo | 15:00      |            |            |            |            |            |            |
| UNAM Premier             | 2 - 0      | Puebla Premier         | La Cantera                              | 24 de marzo | 10:00      |            |            |            |            |            |            |
| Orizaba                  | 2 - 1      | Real Cuautitlán        | Socum                                   | 25 de marzo | 12:00      |            |            |            |            |            |            |
| Politécnico              | 2 - 1      | Veracruz Premier       | Olímpico de Oaxtepec                    | 25 de marzo | 16:00      |            |            |            |            |            |            |
| Pioneros                 | 2 - 2      | Tlaxcala               | Olímpico Andrés Quintana Roo            | 25 de marzo | 16:00      |            |            |            |            |            |            |
| Chiapas Premier          | 1 - 1      | América Premier        | Víctor Manuel Reyna                     | 24 de marzo | 10:00      |            |            |            |            |            |            |
| 'Ocelotes UNACH          | 3 - 1      | Athletic Club Morelos  | Municipal de San Cristóbal de las Casas | 24 de marzo | 19:00      |            |            |            |            |            |            |

| Jornada 13            | Jornada 13 | Jornada 13               | Jornada 13                           | Jornada 13  | Jornada 13 | Jornada 13 | Jornada 13 | Jornada 13 | Jornada 13 | Jornada 13 | Jornada 13 |
| Grupo A               | Grupo A    | Grupo A                  | Grupo A                              | Grupo A     | Grupo A    | Grupo A    | Grupo A    | Grupo A    | Grupo A    | Grupo A    | Grupo A    |
| Local                 | Resultado  | Visitante                | Estadio                              | Fecha       | Hora       |            |            |            |            |            |            |
| --------------------- | ---------- | ------------------------ | ------------------------------------ | ----------- | ---------- | ---------- | ---------- | ---------- | ---------- | ---------- | ---------- |
| Tijuana Premier       | 2 - 2      | Mineros de Zacatecas "B" | Caliente                             | 31 de marzo | 10:00      |            |            |            |            |            |            |
| Atlas Premier         | 1 - 2      | Fresnillo                | Alfredo "Pistache" Torres            | 31 de marzo | 11:00      |            |            |            |            |            |            |
| Santos Premier        | 2 - 0      | U de G "B"               | TSM Cancha Externa No.5              | 1 de abril  | 11:00      |            |            |            |            |            |            |
| Tigres Premier        | 3 - 2      | UACH                     | Instalaciones Zuazua No.2            | 1 de abril  | 12:00      |            |            |            |            |            |            |
| Cimarrones "B"        | 3 - 1      | Titanes de Saltillo      | Julio Alfonso Alfonso                | 1 de abril  | 18:00      |            |            |            |            |            |            |
| Reynosa F.C.          | 2 - 0      | Cuervos de Ensenada      | Reynosa                              | 1 de abril  | 18:00      |            |            |            |            |            |            |
| Murciélagos "B"       | 3 - 3      | Guadalajara Premier      | Coloso del Dique                     | 1 de abril  | 19:00      |            |            |            |            |            |            |
| Monterrey Premier     | 3 - 1      | Alacranes Durango        | El Barrial                           | 2 de abril  | 10:00      |            |            |            |            |            |            |
| Grupo B               |            |                          |                                      |             |            |            |            |            |            |            |            |
| Local                 | Resultado  | Visitante                | Estadio                              | Fecha       | Hora       |            |            |            |            |            |            |
| Pachuca Premier       | 1 - 3      | Irapuato                 | Instalaciones Universidad del Fútbol | 31 de marzo | 10:00      |            |            |            |            |            |            |
| Querétaro Premier     | 1 - 1      | León Premier             | Corregidora                          | 31 de marzo | 12:00      |            |            |            |            |            |            |
| Toluca Premier        | 0 - 1      | Cruz Azul Hidalgo        | Instalaciones de Metepec             | 1 de abril  | 10:00      |            |            |            |            |            |            |
| Real Zamora           | 3 - 2      | Morelia Premier          | Zamora                               | 1 de abril  | 15:00      |            |            |            |            |            |            |
| La Piedad             | 1 - 1      | UAZ                      | Juan N. López                        | 1 de abril  | 20:00      |            |            |            |            |            |            |
| Necaxa Premier        | 2 - 3      | Santos Soledad           | Casa Club Necaxa                     | 2 de abril  | 11:00      |            |            |            |            |            |            |
| Club Tepatitlán       | 0 - 4      | A.E.M. Fútbol Club       | Gregorio "Tepa" Gómez                | 2 de abril  | 16:00      |            |            |            |            |            |            |
| Grupo C               |            |                          |                                      |             |            |            |            |            |            |            |            |
| Local                 | Resultado  | Visitante                | Estadio                              | Fecha       | Hora       |            |            |            |            |            |            |
| América Premier       | 1 - 2      | UNAM Premier             | Inst. Club América Cancha No.2       | 31 de marzo | 10:00      |            |            |            |            |            |            |
| Puebla Premier        | 2 - 1      | Sporting Canamy          | Unidad Deportiva Mario Vázquez Raña  | 1 de abril  | 12:00      |            |            |            |            |            |            |
| Real Cuautitlán       | 2 - 0      | Ocelotes UNACH           | Claudio Suárez                       | 1 de abril  | 12:00      |            |            |            |            |            |            |
| Orizaba               | 2 - 1      | Cruz Azul Premier        | Socum                                | 1 de abril  | 12:00      |            |            |            |            |            |            |
| Veracruz Premier      | 1 - 0      | Chapulineros de Oaxaca   | Rafael Hernández Ochoa               | 1 de abril  | 16:00      |            |            |            |            |            |            |
| Inter Playa           | 1 - 0      | Pioneros                 | Mario Villanueva Madrid              | 1 de abril  | 17:00      |            |            |            |            |            |            |
| Tlaxcala              | 7 - 1      | Politécnico              | Tlahuicole                           | 1 de abril  | 18:00      |            |            |            |            |            |            |
| Athletic Club Morelos | 0 - 2      | Chiapas Premier          | Centenario                           | 2 de abril  | 15:00      |            |            |            |            |            |            |

| Jornada 14             | Jornada 14 | Jornada 14               | Jornada 14                              | Jornada 14 | Jornada 14 | Jornada 14 | Jornada 14 | Jornada 14 | Jornada 14 | Jornada 14 | Jornada 14 |
| Grupo A                | Grupo A    | Grupo A                  | Grupo A                                 | Grupo A    | Grupo A    | Grupo A    | Grupo A    | Grupo A    | Grupo A    | Grupo A    | Grupo A    |
| Local                  | Resultado  | Visitante                | Estadio                                 | Fecha      | Hora       |            |            |            |            |            |            |
| ---------------------- | ---------- | ------------------------ | --------------------------------------- | ---------- | ---------- | ---------- | ---------- | ---------- | ---------- | ---------- | ---------- |
| Guadalajara Premier    | 2 - 1      | Tijuana Premier          | Verde Valle                             | 7 de abril | 16:00      |            |            |            |            |            |            |
| Titanes de Saltillo    | 3 - 3      | Atlas Premier            | Francisco I. Madero                     | 7 de abril | 19:00      |            |            |            |            |            |            |
| UACH                   | 2 - 2      | Cimarrones "B"           | Olímpico José Reyes                     | 7 de abril | 19:30      |            |            |            |            |            |            |
| Alacranes Durango      | 1 - 1      | Santos Premier           | Francisco Zarco                         | 7 de abril | 20:30      |            |            |            |            |            |            |
| U de G "B"             | 2 - 2      | Murciélagos "B"          | Núcleo de Espectáculos y Deportes Ameca | 8 de abril | 16:00      |            |            |            |            |            |            |
| Reynosa F.C.           | 2 - 0      | Mineros de Zacatecas "B" | Reynosa                                 | 8 de abril | 18:00      |            |            |            |            |            |            |
| Fresnillo              | 0 - 2      | Monterrey Premier        | Unidad Deportiva Minera Fresnillo       | 8 de abril | 19:00      |            |            |            |            |            |            |
| Cuervos de Ensenada    | 1 - 2      | Tigres Premier           | Ciudad Deportiva                        | 9 de abril | 12:00      |            |            |            |            |            |            |
| Grupo B                |            |                          |                                         |            |            |            |            |            |            |            |            |
| Local                  | Resultado  | Visitante                | Estadio                                 | Fecha      | Hora       |            |            |            |            |            |            |
| Morelia Premier        | 0 - 1      | Club Tepatitlán          | Cancha Anexa Morelos                    | 7 de abril | 16:00      |            |            |            |            |            |            |
| A.E.M. Fútbol Club     | 3 - 1      | Pachuca Premier          | Hugo Sánchez Márquez                    | 8 de abril | 16:00      |            |            |            |            |            |            |
| UAZ                    | 2 - 1      | Toluca Premier           | Francisco Villa                         | 8 de abril | 16:00      |            |            |            |            |            |            |
| Cachorros U. de G.     | 1 - 3      | La Piedad                | Gregorio "Tepa" Gómez                   | 8 de abril | 16:00      |            |            |            |            |            |            |
| Santos Soledad         | 0 - 0      | Real Zamora              | Plan de San Luis                        | 8 de abril | 19:00      |            |            |            |            |            |            |
| Necaxa Premier         | 3 - 1      | Cruz Azul Hidalgo        | Casa Club Necaxa                        | 9 de abril | 11:00      |            |            |            |            |            |            |
| Irapuato               | 3 - 1      | Querétaro Premier        | Sergio León Chávez                      | 9 de abril | 16:00      |            |            |            |            |            |            |
| Grupo C                |            |                          |                                         |            |            |            |            |            |            |            |            |
| Local                  | Resultado  | Visitante                | Estadio                                 | Fecha      | Hora       |            |            |            |            |            |            |
| UNAM Premier           | 3 - 0      | Athletic Club Morelos    | La Cantera                              | 7 de abril | 10:00      |            |            |            |            |            |            |
| Chiapas Premier        | 3 - 4      | Real Cuautitlán          | Víctor Manuel Reyna                     | 7 de abril | 10:00      |            |            |            |            |            |            |
| Ocelotes UNACH         | 3 - 2      | Orizaba                  | Municipal de San Cristóbal de las Casas | 7 de abril | 19:00      |            |            |            |            |            |            |
| Pioneros               | 1 - 0      | Puebla Premier           | Olímpico Andrés Quintana Roo            | 8 de abril | 16:00      |            |            |            |            |            |            |
| Sporting Canamy        | 2 - 2      | América Premier          | Valentín González                       | 8 de abril | 16:00      |            |            |            |            |            |            |
| Veracruz Premier       | 2 - 1      | Cruz Azul Premier        | Rafael Hernández Ochoa                  | 8 de abril | 16:00      |            |            |            |            |            |            |
| Politécnico            | 0 - 0      | Inter Playa              | Olímpico de Oaxtepec                    | 8 de abril | 16:00      |            |            |            |            |            |            |
| Chapulineros de Oaxaca | 1 - 1      | Tlaxcala                 | Tecnológico de Oaxaca                   | 8 de abril | 17:00      |            |            |            |            |            |            |

| Jornada 15               | Jornada 15 | Jornada 15             | Jornada 15                           | Jornada 15  | Jornada 15 | Jornada 15 | Jornada 15 | Jornada 15 | Jornada 15 | Jornada 15 | Jornada 15 |
| Grupo A                  | Grupo A    | Grupo A                | Grupo A                              | Grupo A     | Grupo A    | Grupo A    | Grupo A    | Grupo A    | Grupo A    | Grupo A    | Grupo A    |
| Local                    | Resultado  | Visitante              | Estadio                              | Fecha       | Hora       |            |            |            |            |            |            |
| ------------------------ | ---------- | ---------------------- | ------------------------------------ | ----------- | ---------- | ---------- | ---------- | ---------- | ---------- | ---------- | ---------- |
| Tijuana Premier          | 4 - 0      | U de G "B"             | Caliente                             | 14 de abril | 10:00      |            |            |            |            |            |            |
| Atlas Premier            | 2 - 2      | UACH                   | Alfredo "Pistache" Torres            | 14 de abril | 11:00      |            |            |            |            |            |            |
| Santos Premier           | 2 - 2      | Fresnillo              | TSM Cancha Externa No.5              | 15 de abril | 11:00      |            |            |            |            |            |            |
| Mineros de Zacatecas "B" | 3 - 0      | Guadalajara Premier    | Francisco Villa                      | 15 de abril | 11:00      |            |            |            |            |            |            |
| Tigres Premier           | 1 - 1      | Reynosa F.C.           | Instalaciones Zuazua No.2            | 15 de abril | 11:00      |            |            |            |            |            |            |
| Cimarrones "B"           | 0 - 1      | Cuervos de Ensenada    | Julio Alfonso Alfonso                | 15 de abril | 18:00      |            |            |            |            |            |            |
| Murciélagos "B"          | 3 - 0      | Alacranes Durango      | Coloso del Dique                     | 15 de abril | 19:00      |            |            |            |            |            |            |
| Monterrey Premier        | 7 - 1      | Titanes de Saltillo    | El Barrial                           | 16 de abril | 10:00      |            |            |            |            |            |            |
| Grupo B                  |            |                        |                                      |             |            |            |            |            |            |            |            |
| Local                    | Resultado  | Visitante              | Estadio                              | Fecha       | Hora       |            |            |            |            |            |            |
| Pachuca Premier          | 0 - 2      | Morelia Premier        | Instalaciones Universidad del Fútbol | 14 de abril | 12:00      |            |            |            |            |            |            |
| Querétaro Premier        | 1 - 0      | A.E.M. Fútbol Club     | Corregidora                          | 14 de abril | 12:00      |            |            |            |            |            |            |
| Toluca Premier           | 0 - 0      | Cachorros U. de G.     | Instalaciones de Metepec             | 15 de abril | 10:00      |            |            |            |            |            |            |
| Real Zamora              | 0 - 2      | Necaxa Premier         | Zamora                               | 15 de abril | 16:00      |            |            |            |            |            |            |
| Club Tepatitlán          | 3 - 1      | Santos Soledad         | Gregorio "Tepa" Gómez                | 15 de abril | 16:00      |            |            |            |            |            |            |
| La Piedad                | 1 - 2      | León Premier           | Juan N. López                        | 15 de abril | 20:00      |            |            |            |            |            |            |
| Cruz Azul Hidalgo        | 2 - 0      | UAZ                    | 10 de diciembre                      | 16 de abril | 12:00      |            |            |            |            |            |            |
| Grupo C                  |            |                        |                                      |             |            |            |            |            |            |            |            |
| Local                    | Resultado  | Visitante              | Estadio                              | Fecha       | Hora       |            |            |            |            |            |            |
| América Premier          | 5 - 1      | Pioneros               | Inst. Club América Cancha No.2       | 14 de abril | 10:00      |            |            |            |            |            |            |
| Cruz Azul Premier        | 6 - 1      | Ocelotes UNACH         | 10 de diciembre                      | 15 de abril | 11:00      |            |            |            |            |            |            |
| Puebla Premier           | 1 - 2      | Politécnico            | Unidad Deportiva Mario Vázquez Raña  | 15 de abril | 12:00      |            |            |            |            |            |            |
| Real Cuautitlán          | 1 - 0      | UNAM Premier           | Claudio Suárez                       | 15 de abril | 12:00      |            |            |            |            |            |            |
| Orizaba                  | 1 - 2      | Chiapas Premier        | Socum                                | 15 de abril | 12:00      |            |            |            |            |            |            |
| Inter Playa              | 1 - 1      | Chapulineros de Oaxaca | Mario Villanueva Madrid              | 15 de abril | 17:00      |            |            |            |            |            |            |
| Tlaxcala                 | 5 - 1      | Veracruz Premier       | Tlahuicole                           | 15 de abril | 18:00      |            |            |            |            |            |            |
| Athletic Club Morelos    | 2 - 1      | Sporting Canamy        | Centenario                           | 16 de abril | 15:00      |            |            |            |            |            |            |

## Tabla General de Clasificación
| Pos. | Equipos                           | PJ | G | E | P  | GF | GC | Dif | Pts |
| ---- | --------------------------------- | -- | - | - | -- | -- | -- | --- | --- |
| 1.   | Guadalajara Premier               | 15 | 9 | 4 | 2  | 26 | 15 | 11  | 35  |
| 2.   | Irapuato                          | 14 | 8 | 4 | 2  | 31 | 17 | 14  | 32  |
| 3.   | Tlaxcala                          | 15 | 8 | 6 | 1  | 29 | 12 | 17  | 31  |
| 4.   | Pioneros                          | 15 | 8 | 3 | 4  | 27 | 16 | 11  | 31  |
| 5.   | Mineros (Fresnillo)               | 15 | 8 | 5 | 2  | 25 | 17 | 8   | 31  |
| 6.   | Pumas Premier                     | 15 | 8 | 5 | 2  | 23 | 13 | 10  | 30  |
| 7.   | La Piedad                         | 14 | 8 | 4 | 2  | 20 | 11 | 9   | 30  |
| 8.   | América Premier                   | 15 | 8 | 3 | 4  | 34 | 26 | 8   | 30  |
| 9.   | Tigres Premier                    | 15 | 8 | 5 | 2  | 23 | 13 | 10  | 29  |
| 10.  | Santos Laguna Premier             | 15 | 7 | 6 | 2  | 23 | 15 | 8   | 29  |
| 11.  | Inter Playa                       | 15 | 8 | 2 | 5  | 26 | 19 | 7   | 28  |
| 12.  | Real Cuautitlán                   | 15 | 8 | 3 | 4  | 27 | 20 | 7   | 27  |
| 13.  | Querétaro Premier                 | 14 | 7 | 4 | 3  | 18 | 11 | 7   | 27  |
| 14.  | Morelia Premier                   | 14 | 7 | 2 | 5  | 26 | 17 | 9   | 26  |
| 15.  | León Premier                      | 14 | 6 | 6 | 2  | 23 | 17 | 6   | 26  |
| 16.  | Monterrey Premier                 | 15 | 6 | 6 | 3  | 30 | 22 | 8   | 25  |
| 17.  | Chapulineros                      | 15 | 6 | 5 | 4  | 25 | 20 | 5   | 25  |
| 18.  | Veracruz Premier                  | 15 | 7 | 2 | 6  | 19 | 20 | -1  | 25  |
| 19.  | Cruz Azul Hidalgo                 | 14 | 7 | 3 | 4  | 21 | 16 | 5   | 24  |
| 20.  | Orizaba                           | 15 | 7 | 1 | 7  | 24 | 21 | 3   | 23  |
| 21.  | Murciélagos                       | 15 | 5 | 6 | 4  | 20 | 20 | 0   | 23  |
| 22.  | Universidad Autónoma de Chihuahua | 15 | 5 | 5 | 5  | 18 | 21 | -3  | 22  |
| 23.  | Atlético del Estado de México     | 14 | 5 | 4 | 5  | 18 | 15 | 3   | 21  |
| 24.  | Leones Negros                     | 15 | 6 | 3 | 6  | 25 | 26 | -1  | 21  |
| 25.  | Reynosa                           | 15 | 6 | 2 | 7  | 22 | 21 | 1   | 20  |
| 26.  | Athletic Club                     | 15 | 6 | 1 | 8  | 27 | 31 | -4  | 19  |
| 27.  | Tepatitlán                        | 14 | 4 | 5 | 5  | 14 | 20 | -6  | 19  |
| 28.  | Mineros (Zacatecas)               | 15 | 5 | 3 | 7  | 23 | 18 | 5   | 18  |
| 29.  | Toluca Premier                    | 14 | 4 | 6 | 4  | 9  | 9  | 0   | 18  |
| 30.  | Atlas Premier                     | 15 | 4 | 6 | 5  | 18 | 21 | -3  | 18  |
| 31.  | Cimarrones                        | 15 | 5 | 3 | 7  | 22 | 26 | -4  | 18  |
| 32.  | Universidad Autónoma de Zacatecas | 14 | 5 | 2 | 7  | 16 | 21 | -5  | 18  |
| 33.  | Necaxa Premier                    | 14 | 4 | 3 | 7  | 20 | 28 | -8  | 18  |
| 34.  | Pachuca Premier                   | 14 | 4 | 4 | 6  | 15 | 19 | -4  | 17  |
| 35.  | Politécnico                       | 15 | 4 | 5 | 6  | 17 | 33 | -16 | 17  |
| 36.  | Cruz Azul Premier                 | 15 | 5 | 1 | 9  | 31 | 29 | 2   | 16  |
| 37.  | Ocelotes UNACH                    | 15 | 3 | 5 | 7  | 18 | 28 | -10 | 16  |
| 38.  | Chiapas Premier                   | 15 | 4 | 3 | 8  | 14 | 28 | -14 | 16  |
| 39.  | Tijuana Premier                   | 15 | 3 | 4 | 8  | 25 | 27 | -2  | 15  |
| 40.  | Cuervos JAP                       | 15 | 3 | 5 | 7  | 12 | 15 | -3  | 15  |
| 41.  | Durango                           | 15 | 3 | 4 | 8  | 10 | 19 | -9  | 13  |
| 42.  | Real Zamora                       | 14 | 2 | 6 | 6  | 16 | 19 | -3  | 12  |
| 43.  | Cachorros                         | 14 | 2 | 4 | 8  | 14 | 25 | -11 | 11  |
| 44.  | Puebla Premier                    | 15 | 3 | 2 | 10 | 11 | 22 | -11 | 11  |
| 45.  | Santos                            | 14 | 2 | 3 | 9  | 14 | 30 | -16 | 10  |
| 46.  | Sporting Canamy                   | 15 | 2 | 3 | 10 | 10 | 24 | -14 | 9   |
| 47.  | Titanes Saltillo                  | 15 | 2 | 3 | 10 | 17 | 43 | -26 | 9   |

Datos oficiales de la página oficial de la competición.
| Simbología |
| --- |
| Pos – Posición; PJ – Partidos Jugados; PG - Partidos Ganados; PE - Partidos Empatados; PP - Partidos Perdidos; GF – Goles a Favor; GC – Goles en Contra; DIF – Diferencia de Goles; PTS - Puntos; * - Partido pendiente. |

|  | Líder General y Califica a la Liguilla   |
|  | Clasificado para la Liguilla             |
|  | Clasificado para la Liguilla de Filiales |
|  | Eliminado                                |
|  | Último lugar y eliminado                 |

## Tabla Clasificación Por Grupos

### Grupo 1
| Pos. | Equipos                           | PJ | G | E | P  | GF | GC | Dif | Pts |
| ---- | --------------------------------- | -- | - | - | -- | -- | -- | --- | --- |
| 1.   | Guadalajara Premier               | 15 | 9 | 4 | 2  | 26 | 15 | 11  | 35  |
| 2.   | Mineros (Fresnillo)               | 15 | 8 | 5 | 2  | 25 | 17 | 8   | 31  |
| 3.   | Tigres Premier                    | 15 | 8 | 5 | 2  | 23 | 13 | 10  | 29  |
| 4.   | Santos Laguna Premier             | 15 | 7 | 6 | 2  | 23 | 15 | 8   | 29  |
| 5.   | Monterrey Premier                 | 15 | 6 | 6 | 3  | 30 | 22 | 8   | 25  |
| 6.   | Murciélagos                       | 15 | 5 | 6 | 4  | 20 | 20 | 0   | 23  |
| 7.   | Universidad Autónoma de Chihuahua | 15 | 5 | 5 | 5  | 18 | 21 | -3  | 22  |
| 8.   | Leones Negros                     | 15 | 6 | 3 | 6  | 25 | 26 | -1  | 21  |
| 9.   | Reynosa                           | 15 | 6 | 2 | 7  | 22 | 21 | 1   | 20  |
| 10.  | Atlas Premier                     | 15 | 4 | 6 | 5  | 18 | 21 | -3  | 18  |
| 11.  | Mineros (Zacatecas)               | 15 | 5 | 3 | 7  | 23 | 18 | 5   | 18  |
| 12.  | Cimarrones                        | 15 | 5 | 3 | 7  | 22 | 26 | -4  | 18  |
| 13.  | Tijuana Premier                   | 15 | 3 | 4 | 8  | 25 | 27 | -2  | 15  |
| 14.  | Cuervos JAP                       | 15 | 3 | 5 | 7  | 12 | 15 | -3  | 15  |
| 15.  | Durango                           | 15 | 3 | 4 | 8  | 10 | 19 | -9  | 13  |
| 16.  | Titanes Saltillo                  | 15 | 2 | 3 | 10 | 17 | 43 | -26 | 9   |

### Grupo 2
| Pos. | Equipos                           | PJ | G | E | P | GF | GC | Dif | Pts |
| ---- | --------------------------------- | -- | - | - | - | -- | -- | --- | --- |
| 1.   | Irapuato                          | 14 | 8 | 4 | 2 | 31 | 17 | 14  | 32  |
| 2.   | La Piedad                         | 14 | 8 | 4 | 2 | 20 | 11 | 9   | 30  |
| 3.   | Querétaro Premier                 | 14 | 7 | 4 | 3 | 18 | 11 | 7   | 27  |
| 4.   | Morelia Premier                   | 14 | 7 | 2 | 5 | 26 | 17 | 9   | 26  |
| 5.   | León Premier                      | 14 | 6 | 6 | 2 | 23 | 17 | 6   | 26  |
| 6.   | Cruz Azul Hidalgo                 | 14 | 7 | 3 | 4 | 21 | 16 | 5   | 24  |
| 7.   | Atlético del Estado de México     | 14 | 5 | 4 | 5 | 18 | 15 | 3   | 21  |
| 8.   | Tepatitlán                        | 14 | 4 | 5 | 5 | 14 | 20 | -6  | 19  |
| 9.   | Toluca Premier                    | 14 | 4 | 6 | 4 | 9  | 9  | 0   | 18  |
| 10.  | Universidad Autónoma de Zacatecas | 14 | 5 | 2 | 7 | 16 | 21 | -5  | 18  |
| 11.  | Necaxa Premier                    | 14 | 4 | 3 | 7 | 20 | 28 | -8  | 18  |
| 12.  | Pachuca Premier                   | 14 | 4 | 4 | 6 | 15 | 19 | -4  | 17  |
| 13.  | Real Zamora                       | 14 | 2 | 6 | 6 | 16 | 19 | -3  | 12  |
| 14.  | Cachorros                         | 14 | 2 | 4 | 8 | 14 | 25 | -11 | 11  |
| 15.  | Santos                            | 14 | 2 | 3 | 9 | 14 | 30 | -16 | 10  |

### Grupo 3
| Pos. | Equipos                      | PJ | G | E | P  | GF | GC | Dif | Pts |
| ---- | ---------------------------- | -- | - | - | -- | -- | -- | --- | --- |
| 1.   | Tlaxcala                     | 15 | 8 | 6 | 1  | 29 | 12 | 17  | 31  |
| 2.   | Pioneros                     | 15 | 8 | 3 | 4  | 27 | 16 | 11  | 31  |
| 3.   | Universidad Nacional Premier | 15 | 8 | 5 | 2  | 23 | 13 | 10  | 30  |
| 4.   | América Premier              | 15 | 8 | 3 | 4  | 34 | 26 | 8   | 30  |
| 5.   | Inter Playa                  | 15 | 8 | 2 | 5  | 26 | 19 | 7   | 28  |
| 6.   | Real Cuautitlán              | 15 | 8 | 3 | 4  | 27 | 20 | 7   | 27  |
| 7.   | Chapulineros                 | 15 | 6 | 5 | 4  | 25 | 20 | 5   | 25  |
| 8.   | Veracruz Premier             | 15 | 7 | 2 | 6  | 19 | 20 | -1  | 25  |
| 9.   | Orizaba                      | 15 | 7 | 1 | 7  | 24 | 21 | 3   | 23  |
| 10.  | Athletic Club                | 15 | 6 | 1 | 8  | 27 | 31 | -4  | 19  |
| 11.  | Politécnico                  | 15 | 4 | 5 | 6  | 17 | 33 | -16 | 17  |
| 12.  | Cruz Azul Premier            | 15 | 5 | 1 | 9  | 31 | 29 | 2   | 16  |
| 13.  | Ocelotes UNACH               | 15 | 3 | 5 | 7  | 18 | 28 | -10 | 16  |
| 14.  | Chiapas Premier              | 15 | 4 | 3 | 8  | 14 | 28 | -14 | 16  |
| 15.  | Puebla Premier               | 15 | 3 | 2 | 10 | 11 | 22 | -11 | 11  |
| 16.  | Sporting Canamy              | 15 | 2 | 3 | 10 | 10 | 24 | -14 | 9   |

| Simbología |
| --- |
| Pos – Posición; PJ – Partidos Jugados; PG - Partidos Ganados; PE - Partidos Empatados; PP - Partidos Perdidos; GF – Goles a Favor; GC – Goles en Contra; DIF – Diferencia de Goles; PTS - Puntos; * - Partido pendiente. |

|  | Líder General y Califica a la Liguilla   |
|  | Clasificado para la Liguilla             |
|  | Clasificado para la Liguilla de Filiales |
|  | Eliminado                                |
|  | Último Lugar y Eliminado.                |

## Tabla de Cociente
| Posición | Equipo                   | Puntos | Juegos | Cociente |
| -------- | ------------------------ | ------ | ------ | -------- |
| 1        | Pioneros                 | 69     | 28     | 2.400    |
| 2        | Guadalajara Premier      | 67     | 28     | 2.333    |
| 3        | Tlaxcala                 | 59     | 28     | 2.100    |
| 4        | Monterrey Premier        | 56     | 28     | 2.100    |
| 5        | Morelia Premier          | 54     | 27     | 2.000    |
| 6        | Tigres Premier           | 55     | 28     | 1.967    |
| 7        | Irapuato                 | 55     | 28     | 1.966    |
| 8        | Chapulineros de Oaxaca   | 54     | 28     | 1.867    |
| 9        | Orizaba                  | 54     | 28     | 1.833    |
| 10       | Club Tepatitlán          | 46     | 27     | 1.759    |
| 11       | Querétaro Premier        | 47     | 28     | 1.690    |
| 12       | La Piedad                | 45     | 27     | 1.655    |
| 13       | Inter Playa              | 45     | 27     | 1.633    |
| 14       | Reynosa                  | 46     | 28     | 1.633    |
| 15       | América Premier          | 46     | 27     | 1.600    |
| 16       | Real Cuautitlán          | 45     | 28     | 1.600    |
| 17       | Santos Laguna Premier    | 45     | 28     | 1.600    |
| 18       | Toluca Premier           | 44     | 28     | 1.586    |
| 19       | UNAM Premier             | 43     | 28     | 1.567    |
| 20       | León Premier             | 41     | 27     | 1.552    |
| 21       | Fresnillo                | 42     | 28     | 1.533    |
| 22       | A.E.M. Fútbol Club       | 42     | 28     | 1.517    |
| 23       | Tijuana Premier          | 42     | 28     | 1.500    |
| 24       | UACH                     | 39     | 27     | 1.433    |
| 25       | Mineros de Zacatecas "B" | 39     | 28     | 1.400    |
| 26       | UAZ                      | 37     | 27     | 1.379    |
| 27       | Atlas Premier            | 38     | 28     | 1.367    |
| 28       | Necaxa Premier           | 38     | 28     | 1.345    |
| 29       | Cuervos de Ensenada      | 37     | 28     | 1.333    |
| 30       | Veracruz Premier         | 37     | 28     | 1.300    |
| 31       | Atlethic Club Morelos    | 35     | 27     | 1.300    |
| 32       | U de G "B"               | 35     | 27     | 1.300    |
| 33       | Murciélagos "B"          | 36     | 28     | 1.267    |
| 34       | Cachorros U de G         | 36     | 28     | 1.241    |
| 35       | Santos Soledad           | 34     | 28     | 1.241    |
| 36       | Puebla Premier           | 32     | 27     | 1.233    |
| 37       | Durango                  | 33     | 28     | 1.167    |
| 38       | Cruz Azul Premier        | 32     | 28     | 1.167    |
| 39       | Ocelotes UNACH           | 31     | 28     | 1.133    |
| 40       | Cruz Azul Hidalgo        | 31     | 28     | 1.103    |
| 41       | Cimarrones "B"           | 29     | 27     | 1.067    |
| 42       | Real Zamora              | 27     | 27     | 0.966    |
| 43       | Chiapas Premier          | 26     | 28     | 0.900    |
| 44       | Sporting Canamy          | 25     | 27     | 0.900    |
| 45       | FC Pólitecnico           | 24     | 28     | 0.900    |
| 46       | Pachuca Premier          | 23     | 28     | 0.862    |
| 47       | Titanes de Saltillo      | 12     | 28     | 0.433    |

     Descienden a la Liga de Nuevos Talentos.

## Liguilla
|  | Cuartos de final                            | Cuartos de final                            | Cuartos de final                            |   |           | Semifinales                            | Semifinales                            | Semifinales                            |  |          | Final                                | Final                                | Final                                |  |
|  | 22 y 23 de abril (ida) 29 de abril (vuelta) | 22 y 23 de abril (ida) 29 de abril (vuelta) | 22 y 23 de abril (ida) 29 de abril (vuelta) |   |           | 3 y 4 de mayo (ida) 6 de mayo (vuelta) | 3 y 4 de mayo (ida) 6 de mayo (vuelta) | 3 y 4 de mayo (ida) 6 de mayo (vuelta) |  |          | 10 de mayo (ida) 13 de mayo (vuelta) | 10 de mayo (ida) 13 de mayo (vuelta) | 10 de mayo (ida) 13 de mayo (vuelta) |  |
|  |                                             |                                             |                                             |   |           |                                        |                                        |                                        |  |          |                                      |                                      |                                      |  |
|  |                                             |                                             |                                             |   |           |                                        |                                        |                                        |  |          |                                      |                                      |                                      |  |
|  | Irapuato                                    | -                                           | -                                           |   |           |                                        |                                        |                                        |  |          |                                      |                                      |                                      |  |
|  | Irapuato                                    | -                                           | -                                           |   |           |                                        |                                        |                                        |  |          |                                      |                                      |                                      |  |
|  | Murciélagos "B"                             | -                                           | -                                           |   |           |                                        |                                        |                                        |  |          |                                      |                                      |                                      |  |
|  | Murciélagos "B"                             | -                                           | -                                           |   | Irapuato  | 1                                      | 3                                      |                                        |  |          |                                      |                                      |                                      |  |
|  |                                             |                                             |                                             |   | Irapuato  | 1                                      | 3                                      |                                        |  |          |                                      |                                      |                                      |  |
|  |                                             |                                             | Pioneros                                    | 3 | 0         |                                        |                                        |                                        |  |          |                                      |                                      |                                      |  |
|  | Pioneros                                    | 0                                           | Pioneros                                    | 3 | 0         | 3                                      |                                        |                                        |  |          |                                      |                                      |                                      |  |
|  | Pioneros                                    | 0                                           |                                             |   |           |                                        |                                        |                                        |  |          |                                      |                                      |                                      |  |
|  | Fresnillo                                   | 1                                           | 0                                           |   |           |                                        |                                        |                                        |  |          |                                      |                                      |                                      |  |
|  | Fresnillo                                   | 1                                           | 0                                           |   |           |                                        |                                        |                                        |  | Irapuato | 0                                    | 0                                    |                                      |  |
|  |                                             |                                             |                                             |   |           |                                        |                                        |                                        |  | Irapuato | 0                                    | 0                                    |                                      |  |
|  |                                             |                                             | Tlaxcala                                    | 3 | 1         |                                        |                                        |                                        |  |          |                                      |                                      |                                      |  |
|  | La Piedad                                   | 1                                           | Tlaxcala                                    | 3 | 1         | 1                                      |                                        |                                        |  |          |                                      |                                      |                                      |  |
|  | La Piedad                                   | 1                                           |                                             |   |           |                                        |                                        |                                        |  |          |                                      |                                      |                                      |  |
|  | Cruz Azul Hidalgo                           | 1                                           | 0                                           |   |           |                                        |                                        |                                        |  |          |                                      |                                      |                                      |  |
|  | Cruz Azul Hidalgo                           | 1                                           | 0                                           |   | La Piedad | 1                                      | 0                                      |                                        |  |          |                                      |                                      |                                      |  |
|  |                                             |                                             |                                             |   | La Piedad | 1                                      | 0                                      |                                        |  |          |                                      |                                      |                                      |  |
|  |                                             |                                             | Tlaxcala                                    | 1 | 1         |                                        |                                        |                                        |  |          |                                      |                                      |                                      |  |
|  | Tlaxcala                                    | 1                                           | Tlaxcala                                    | 1 | 1         | 3                                      |                                        |                                        |  |          |                                      |                                      |                                      |  |
|  | Tlaxcala                                    | 1                                           |                                             |   |           |                                        |                                        |                                        |  |          |                                      |                                      |                                      |  |
|  | Inter Playa                                 | 1                                           | 1                                           |   |           |                                        |                                        |                                        |  |          |                                      |                                      |                                      |  |
|  | Inter Playa                                 | 1                                           | 1                                           |   |           |                                        |                                        |                                        |  |          |                                      |                                      |                                      |  |
|  |                                             |                                             |                                             |   |           |                                        |                                        |                                        |  |          |                                      |                                      |                                      |  |

- Murciélagos quedó fuera de la liguilla, debido a que tiene adeudos, por lo que se decidió darle el pase directo a semifinales a Irapuato.

### Cuartos de final
| 22 de abril, 19:00 | Fresnillo     | 1:0     | Pioneros | Unidad Deportiva Minera Fresnillo, Fresnillo          |                                                       |
|                    | J. Torres 54' | Reporte |          | Asistencia: 1 500 espectadores Árbitro(s): Jesús Ruíz | Asistencia: 1 500 espectadores Árbitro(s): Jesús Ruíz |

| 29 de abril, 18:00                                        | Pioneros                                          | 3:0     | Fresnillo | Estadio Andrés Quintana Roo, Cancún                          |                                                              |
|                                                           | R. Chávez 33' · L. Echeverría 43' · M. Zavala 55' | Reporte |           | Asistencia: 3 000 espectadores Árbitro(s): Gilberto Alvarado | Asistencia: 3 000 espectadores Árbitro(s): Gilberto Alvarado |
| Con marcador global de 3-1, Pioneros avanza a semifinales |                                                   |         |           |                                                              |                                                              |

| 23 de abril, 12:00 | Cruz Azul Hidalgo | 1:1     | La Piedad       | Estadio 10 de diciembre, Ciudad Cooperativa Cruz Azul |                                                       |
|                    | D. Torres 53'     | Reporte | M. Cárdenas 88' | Asistencia: 300 espectadores Árbitro(s): Edgar Rangel | Asistencia: 300 espectadores Árbitro(s): Edgar Rangel |

| 29 de abril, 20:00                                         | La Piedad      | 1:0     | Cruz Azul Hidalgo | Estadio Juan Nepomuceno López, La Piedad                 |                                                          |
|                                                            | A. Frausto 63' | Reporte |                   | Asistencia: 5 700 espectadores Árbitro(s): Alan Martínez | Asistencia: 5 700 espectadores Árbitro(s): Alan Martínez |
| Con marcador global de 2-1, La Piedad avanza a semifinales |                |         |                   |                                                          |                                                          |

| 22 de abril, 18:00 | Inter Playa     | 1:1     | Tlaxcala       | Estadio Mario Villanueva Madrid, Playa del Carmen             |                                                               |
|                    | F. Da Costa 52' | Reporte | J. Almanza 71' | Asistencia: 2 000 espectadores Árbitro(s): Rodolfo Villanueva | Asistencia: 2 000 espectadores Árbitro(s): Rodolfo Villanueva |

| 29 de abril, 18:00                                        | Tlaxcala                                      | 3:1     | Inter Playa    | Estadio Tlahuicole, Tlaxcala                             |                                                          |
|                                                           | E. López 57' · A. Bautista 58' · V. Mañón 74' | Reporte | F. Da Costa 3' | Asistencia: 6 000 espectadores Árbitro(s): Iván Martínez | Asistencia: 6 000 espectadores Árbitro(s): Iván Martínez |
| Con marcador global de 4-2, Tlaxcala avanza a semifinales |                                               |         |                |                                                          |                                                          |

### Semifinales
| 3 de mayo, 19:00 | Pioneros                                             | 3:1     | Irapuato      | Estadio Andrés Quintana Roo, Cancún                           |                                                               |
|                  | M. Zavala 19' · L. Echeverría 23' · J. Rodríguez 48' | Reporte | K. Favela 52' | Asistencia: 3 000 espectadores Árbitro(s): Rodolfo Villanueva | Asistencia: 3 000 espectadores Árbitro(s): Rodolfo Villanueva |

| 6 de mayo, 19:00                                       | Irapuato                           | 3:0     | Pioneros | Estadio Sergio León Chávez, Irapuato                        |                                                             |
|                                                        | R. Martínez 63', 93' · L. Razo 89' | Reporte |          | Asistencia: 6 500 espectadores Árbitro(s): Michel Caballero | Asistencia: 6 500 espectadores Árbitro(s): Michel Caballero |
| Con marcador global de 4-3, Irapuato avanza a la final |                                    |         |          |                                                             |                                                             |

| 3 de mayo, 19:30 | Tlaxcala         | 1:1     | La Piedad      | Estadio Tlahuicole, Tlaxcala                              |                                                           |
|                  | L. Rodríguez 39' | Reporte | F. Góndola 47' | Asistencia: 5 500 espectadores Árbitro(s): Víctor Cáceres | Asistencia: 5 500 espectadores Árbitro(s): Víctor Cáceres |

| 6 de mayo, 20:00                                       | La Piedad | 0:1     | Tlaxcala    | Estadio Juan Nepomuceno López, La Piedad                            |                                                                     |
|                                                        |           | Reporte | G. Baéz 28' | Asistencia: 10 200 espectadores Árbitro(s): Antonio de Jesús Olalde | Asistencia: 10 200 espectadores Árbitro(s): Antonio de Jesús Olalde |
| Con marcador global de 2-1, Tlaxcala avanza a la final |           |         |             |                                                                     |                                                                     |

### Final
| 10 de mayo, 19:30 | Tlaxcala                             | 3:0     | Irapuato | Estadio Tlahuicole, Tlaxcala                          |                                                       |
|                   | V. Mañón 27', 28' · L. Rodríguez 83' | Reporte |          | Asistencia: 6 000 espectadores Árbitro(s): Jesús Ruíz | Asistencia: 6 000 espectadores Árbitro(s): Jesús Ruíz |

| 13 de mayo, 19:00                                                                                      | Irapuato | 0:1     | Tlaxcala     | Estadio Sergio León Chávez, Irapuato                      |                                                           |
| |          | Reporte | V. Mañón 64' | Asistencia: 15 000 espectadores Árbitro(s): Iván Martínez | Asistencia: 15 000 espectadores Árbitro(s): Iván Martínez |
| Con marcador global de 4-0, Tlaxcala es campeón del Torneo Clausura 2017 de la Liga Premier de Ascenso |          |         |              |                                                           |                                                           |

| Campeón Clausura 2017 |
| --------------------- |
|                       |
| Tlaxcala              |
| 2° Título             |

#### Final - Ida
| 1     | POR   | Sebastián Fassi     |     |
| 3     | DEF   | Francisco Santillán |     |
| 13    | DEF   | Axel Villagrán      |     |
| 14    | DEF   | Arnold Ríos         |     |
| 15    | DEF   | Gabriel Báez        |     |
| 8     | MED   | Eder López          |     |
| 10    | MED   | Ángel Bautista      |     |
| 11    | MED   | Luis Morales        | 85' |
| 18    | MED   | José Almanza        |     |
| 23    | MED   | Marcelo Gracia      | 57' |
| 27    | DEL   | Víctor Mañón        | 61' |
| D. T. | D. T. | Silvio Rudman       |     |

| 177   | POR   | Guillermo Pozos      |     |
| 85    | DEF   | José Esrtada         |     |
| 92    | DEF   | Alexis Silva         |     |
| 93    | DEF   | Duvier Balanta       |     |
| 86    | DEF   | Arnulfo González     | 65' |
| 90    | MED   | José Guzmán          |     |
| 96    | MED   | Arturo Moreno        |     |
| 117   | MED   | Roberto Martínez     | 84' |
| 88    | MED   | Luis Razo            |     |
| 91    | DEL   | Kevin Favela         |     |
| 119   | DEL   | Julio Salas          | 57' |
| D. T. | D. T. | Luis Alberto Padilla |     |

| 24 | Centrocampista | Boris Palacios | 57' |
| 19 | Delantero      | Luis Rodríguez | 61' |
| 21 | Centrocampista | David Carmona  | 85' |

| 94  | Centrocampista | Jorge Almaguer | 57' |
| 89  | Delantero      | Juan López     | 65' |
| 108 | Centrocampista | Marco López    | 84' |

| 27,28' · 83' | Víctor Mañón Luis Rodríguez | 1:0,2:0 3:0 |

| 34' | Roberto Martínez |

| Principal  | Jesús Roberto Ruíz González       |
| Asistentes | Mario Alberto Ramírez Sánchez     |
|            | Francisco Alejandro Sánchez Pérez |
| Cuarto     | Edgar Espadas Vallejo             |

|                    |   |   |
| Tiros              | - | - |
| Tiros a puerta     | - | - |
| Faltas             | - | - |
| Saques de esquina  | - | - |
| Penaltis           | - | - |
| Fueras de juego    | - | - |
| Posesión del balón | % | % |

| Alineación inicial |

| 1     | POR   | Sebastián Fassi     |     |
| 3     | DEF   | Francisco Santillán |     |
| 13    | DEF   | Axel Villagrán      |     |
| 14    | DEF   | Arnold Ríos         |     |
| 15    | DEF   | Gabriel Báez        |     |
| 8     | MED   | Eder López          |     |
| 10    | MED   | Ángel Bautista      |     |
| 11    | MED   | Luis Morales        | 85' |
| 18    | MED   | José Almanza        |     |
| 23    | MED   | Marcelo Gracia      | 57' |
| 27    | DEL   | Víctor Mañón        | 61' |
| D. T. | D. T. | Silvio Rudman       |     |

| 177   | POR   | Guillermo Pozos      |     |
| 85    | DEF   | José Esrtada         |     |
| 92    | DEF   | Alexis Silva         |     |
| 93    | DEF   | Duvier Balanta       |     |
| 86    | DEF   | Arnulfo González     | 65' |
| 90    | MED   | José Guzmán          |     |
| 96    | MED   | Arturo Moreno        |     |
| 117   | MED   | Roberto Martínez     | 84' |
| 88    | MED   | Luis Razo            |     |
| 91    | DEL   | Kevin Favela         |     |
| 119   | DEL   | Julio Salas          | 57' |
| D. T. | D. T. | Luis Alberto Padilla |     |

| 24 | Centrocampista | Boris Palacios | 57' |
| 19 | Delantero      | Luis Rodríguez | 61' |
| 21 | Centrocampista | David Carmona  | 85' |

| 94  | Centrocampista | Jorge Almaguer | 57' |
| 89  | Delantero      | Juan López     | 65' |
| 108 | Centrocampista | Marco López    | 84' |

| 27,28' · 83' | Víctor Mañón Luis Rodríguez | 1:0,2:0 3:0 |

| 34' | Roberto Martínez |

| Principal  | Jesús Roberto Ruíz González       |
| Asistentes | Mario Alberto Ramírez Sánchez     |
|            | Francisco Alejandro Sánchez Pérez |
| Cuarto     | Edgar Espadas Vallejo             |

|                    |   |   |
| Tiros              | - | - |
| Tiros a puerta     | - | - |
| Faltas             | - | - |
| Saques de esquina  | - | - |
| Penaltis           | - | - |
| Fueras de juego    | - | - |
| Posesión del balón | % | % |

| Alineación inicial |

| 1     | POR   | Sebastián Fassi     |     |
| 3     | DEF   | Francisco Santillán |     |
| 13    | DEF   | Axel Villagrán      |     |
| 14    | DEF   | Arnold Ríos         |     |
| 15    | DEF   | Gabriel Báez        |     |
| 8     | MED   | Eder López          |     |
| 10    | MED   | Ángel Bautista      |     |
| 11    | MED   | Luis Morales        | 85' |
| 18    | MED   | José Almanza        |     |
| 23    | MED   | Marcelo Gracia      | 57' |
| 27    | DEL   | Víctor Mañón        | 61' |
| D. T. | D. T. | Silvio Rudman       |     |

| 177   | POR   | Guillermo Pozos      |     |
| 85    | DEF   | José Esrtada         |     |
| 92    | DEF   | Alexis Silva         |     |
| 93    | DEF   | Duvier Balanta       |     |
| 86    | DEF   | Arnulfo González     | 65' |
| 90    | MED   | José Guzmán          |     |
| 96    | MED   | Arturo Moreno        |     |
| 117   | MED   | Roberto Martínez     | 84' |
| 88    | MED   | Luis Razo            |     |
| 91    | DEL   | Kevin Favela         |     |
| 119   | DEL   | Julio Salas          | 57' |
| D. T. | D. T. | Luis Alberto Padilla |     |

| 24 | Centrocampista | Boris Palacios | 57' |
| 19 | Delantero      | Luis Rodríguez | 61' |
| 21 | Centrocampista | David Carmona  | 85' |

| 94  | Centrocampista | Jorge Almaguer | 57' |
| 89  | Delantero      | Juan López     | 65' |
| 108 | Centrocampista | Marco López    | 84' |

| 27,28' · 83' | Víctor Mañón Luis Rodríguez | 1:0,2:0 3:0 |

| 34' | Roberto Martínez |

| Principal  | Jesús Roberto Ruíz González       |
| Asistentes | Mario Alberto Ramírez Sánchez     |
|            | Francisco Alejandro Sánchez Pérez |
| Cuarto     | Edgar Espadas Vallejo             |

|                    |   |   |
| Tiros              | - | - |
| Tiros a puerta     | - | - |
| Faltas             | - | - |
| Saques de esquina  | - | - |
| Penaltis           | - | - |
| Fueras de juego    | - | - |
| Posesión del balón | % | % |

| Alineación inicial |

| 1     | POR   | Sebastián Fassi     |     |
| 3     | DEF   | Francisco Santillán |     |
| 13    | DEF   | Axel Villagrán      |     |
| 14    | DEF   | Arnold Ríos         |     |
| 15    | DEF   | Gabriel Báez        |     |
| 8     | MED   | Eder López          |     |
| 10    | MED   | Ángel Bautista      |     |
| 11    | MED   | Luis Morales        | 85' |
| 18    | MED   | José Almanza        |     |
| 23    | MED   | Marcelo Gracia      | 57' |
| 27    | DEL   | Víctor Mañón        | 61' |
| D. T. | D. T. | Silvio Rudman       |     |

| 177   | POR   | Guillermo Pozos      |     |
| 85    | DEF   | José Esrtada         |     |
| 92    | DEF   | Alexis Silva         |     |
| 93    | DEF   | Duvier Balanta       |     |
| 86    | DEF   | Arnulfo González     | 65' |
| 90    | MED   | José Guzmán          |     |
| 96    | MED   | Arturo Moreno        |     |
| 117   | MED   | Roberto Martínez     | 84' |
| 88    | MED   | Luis Razo            |     |
| 91    | DEL   | Kevin Favela         |     |
| 119   | DEL   | Julio Salas          | 57' |
| D. T. | D. T. | Luis Alberto Padilla |     |

| 24 | Centrocampista | Boris Palacios | 57' |
| 19 | Delantero      | Luis Rodríguez | 61' |
| 21 | Centrocampista | David Carmona  | 85' |

| 94  | Centrocampista | Jorge Almaguer | 57' |
| 89  | Delantero      | Juan López     | 65' |
| 108 | Centrocampista | Marco López    | 84' |

| 27,28' · 83' | Víctor Mañón Luis Rodríguez | 1:0,2:0 3:0 |

| 34' | Roberto Martínez |

| Principal  | Jesús Roberto Ruíz González       |
| Asistentes | Mario Alberto Ramírez Sánchez     |
|            | Francisco Alejandro Sánchez Pérez |
| Cuarto     | Edgar Espadas Vallejo             |

|                    |   |   |
| Tiros              | - | - |
| Tiros a puerta     | - | - |
| Faltas             | - | - |
| Saques de esquina  | - | - |
| Penaltis           | - | - |
| Fueras de juego    | - | - |
| Posesión del balón | % | % |

| Alineación inicial |

#### Final - Vuelta
| 101   | POR   | Jonathan Sánchez     |     |
| 85    | DEF   | José Estrada         |     |
| 92    | DEF   | Alexis Silva         |     |
| 86    | DEF   | Arnulfo González     |     |
| 90    | DEF   | José Guzmán          |     |
| 108   | MED   | Marco López          |     |
| 117   | MED   | Roberto Martínez     |     |
| 88    | MED   | Luis Razo            |     |
| 89    | MED   | Juan López           | 82' |
| 91    | DEL   | Kevin Favela         |     |
| 119   | DEL   | Julio Salas          | 65' |
| D. T. | D. T. | Luis Alberto Padilla |     |

| 1     | POR   | Sebastián Fassi     |     |
| 3     | DEF   | Francisco Santillán |     |
| 13    | DEF   | Axel Villagrán      |     |
| 14    | DEF   | Arnold Ríos         |     |
| 15    | DEF   | Gabriel Báez        |     |
| 8     | MED   | Eder López          |     |
| 10    | MED   | Ángel Bautista      | 86' |
| 11    | MED   | Luis Morales        |     |
| 18    | MED   | José Almanza        |     |
| 23    | MED   | Marcelo Gracia      | 45' |
| 27    | DEL   | Víctor Mañón        | 71' |
| D. T. | D. T. | Silvio Rudman       |     |

| 114 | Centrocampista | Dairon Melgarejo | 65' |
| 94  | Centrocampista | Jorge Almaguer   | 82' |

| 24 | Centrocampista | Boris Palacios | 45' |
| 19 | Delantero      | Luis Rodríguez | 71' |
| 21 | Centrocampista | David Carmona  | 86' |

| 64' | Víctor Mañón | 0:1 |

| 13' · 69' | Marco López Alexis Silva |

| 9' | Gabriel Báez |

| Principal  | Iván Asael Martínez Gómez      |
| Asistentes | Jorge Antonio Sánchez Espinoza |
|            | David Camilo López             |
| Cuarto     | Edgar Ulises Rangel Araujo     |

|                    |   |   |
| Tiros              | - | - |
| Tiros a puerta     | - | - |
| Faltas             | - | - |
| Saques de esquina  | - | - |
| Penaltis           | - | - |
| Fueras de juego    | - | - |
| Posesión del balón | % | % |

| Alineación inicial |

| 101   | POR   | Jonathan Sánchez     |     |
| 85    | DEF   | José Estrada         |     |
| 92    | DEF   | Alexis Silva         |     |
| 86    | DEF   | Arnulfo González     |     |
| 90    | DEF   | José Guzmán          |     |
| 108   | MED   | Marco López          |     |
| 117   | MED   | Roberto Martínez     |     |
| 88    | MED   | Luis Razo            |     |
| 89    | MED   | Juan López           | 82' |
| 91    | DEL   | Kevin Favela         |     |
| 119   | DEL   | Julio Salas          | 65' |
| D. T. | D. T. | Luis Alberto Padilla |     |

| 1     | POR   | Sebastián Fassi     |     |
| 3     | DEF   | Francisco Santillán |     |
| 13    | DEF   | Axel Villagrán      |     |
| 14    | DEF   | Arnold Ríos         |     |
| 15    | DEF   | Gabriel Báez        |     |
| 8     | MED   | Eder López          |     |
| 10    | MED   | Ángel Bautista      | 86' |
| 11    | MED   | Luis Morales        |     |
| 18    | MED   | José Almanza        |     |
| 23    | MED   | Marcelo Gracia      | 45' |
| 27    | DEL   | Víctor Mañón        | 71' |
| D. T. | D. T. | Silvio Rudman       |     |

| 114 | Centrocampista | Dairon Melgarejo | 65' |
| 94  | Centrocampista | Jorge Almaguer   | 82' |

| 24 | Centrocampista | Boris Palacios | 45' |
| 19 | Delantero      | Luis Rodríguez | 71' |
| 21 | Centrocampista | David Carmona  | 86' |

| 64' | Víctor Mañón | 0:1 |

| 13' · 69' | Marco López Alexis Silva |

| 9' | Gabriel Báez |

| Principal  | Iván Asael Martínez Gómez      |
| Asistentes | Jorge Antonio Sánchez Espinoza |
|            | David Camilo López             |
| Cuarto     | Edgar Ulises Rangel Araujo     |

|                    |   |   |
| Tiros              | - | - |
| Tiros a puerta     | - | - |
| Faltas             | - | - |
| Saques de esquina  | - | - |
| Penaltis           | - | - |
| Fueras de juego    | - | - |
| Posesión del balón | % | % |

| Alineación inicial |

| 101   | POR   | Jonathan Sánchez     |     |
| 85    | DEF   | José Estrada         |     |
| 92    | DEF   | Alexis Silva         |     |
| 86    | DEF   | Arnulfo González     |     |
| 90    | DEF   | José Guzmán          |     |
| 108   | MED   | Marco López          |     |
| 117   | MED   | Roberto Martínez     |     |
| 88    | MED   | Luis Razo            |     |
| 89    | MED   | Juan López           | 82' |
| 91    | DEL   | Kevin Favela         |     |
| 119   | DEL   | Julio Salas          | 65' |
| D. T. | D. T. | Luis Alberto Padilla |     |

| 1     | POR   | Sebastián Fassi     |     |
| 3     | DEF   | Francisco Santillán |     |
| 13    | DEF   | Axel Villagrán      |     |
| 14    | DEF   | Arnold Ríos         |     |
| 15    | DEF   | Gabriel Báez        |     |
| 8     | MED   | Eder López          |     |
| 10    | MED   | Ángel Bautista      | 86' |
| 11    | MED   | Luis Morales        |     |
| 18    | MED   | José Almanza        |     |
| 23    | MED   | Marcelo Gracia      | 45' |
| 27    | DEL   | Víctor Mañón        | 71' |
| D. T. | D. T. | Silvio Rudman       |     |

| 114 | Centrocampista | Dairon Melgarejo | 65' |
| 94  | Centrocampista | Jorge Almaguer   | 82' |

| 24 | Centrocampista | Boris Palacios | 45' |
| 19 | Delantero      | Luis Rodríguez | 71' |
| 21 | Centrocampista | David Carmona  | 86' |

| 64' | Víctor Mañón | 0:1 |

| 13' · 69' | Marco López Alexis Silva |

| 9' | Gabriel Báez |

| Principal  | Iván Asael Martínez Gómez      |
| Asistentes | Jorge Antonio Sánchez Espinoza |
|            | David Camilo López             |
| Cuarto     | Edgar Ulises Rangel Araujo     |

|                    |   |   |
| Tiros              | - | - |
| Tiros a puerta     | - | - |
| Faltas             | - | - |
| Saques de esquina  | - | - |
| Penaltis           | - | - |
| Fueras de juego    | - | - |
| Posesión del balón | % | % |

| Alineación inicial |

| 101   | POR   | Jonathan Sánchez     |     |
| 85    | DEF   | José Estrada         |     |
| 92    | DEF   | Alexis Silva         |     |
| 86    | DEF   | Arnulfo González     |     |
| 90    | DEF   | José Guzmán          |     |
| 108   | MED   | Marco López          |     |
| 117   | MED   | Roberto Martínez     |     |
| 88    | MED   | Luis Razo            |     |
| 89    | MED   | Juan López           | 82' |
| 91    | DEL   | Kevin Favela         |     |
| 119   | DEL   | Julio Salas          | 65' |
| D. T. | D. T. | Luis Alberto Padilla |     |

| 1     | POR   | Sebastián Fassi     |     |
| 3     | DEF   | Francisco Santillán |     |
| 13    | DEF   | Axel Villagrán      |     |
| 14    | DEF   | Arnold Ríos         |     |
| 15    | DEF   | Gabriel Báez        |     |
| 8     | MED   | Eder López          |     |
| 10    | MED   | Ángel Bautista      | 86' |
| 11    | MED   | Luis Morales        |     |
| 18    | MED   | José Almanza        |     |
| 23    | MED   | Marcelo Gracia      | 45' |
| 27    | DEL   | Víctor Mañón        | 71' |
| D. T. | D. T. | Silvio Rudman       |     |

| 114 | Centrocampista | Dairon Melgarejo | 65' |
| 94  | Centrocampista | Jorge Almaguer   | 82' |

| 24 | Centrocampista | Boris Palacios | 45' |
| 19 | Delantero      | Luis Rodríguez | 71' |
| 21 | Centrocampista | David Carmona  | 86' |

| 64' | Víctor Mañón | 0:1 |

| 13' · 69' | Marco López Alexis Silva |

| 9' | Gabriel Báez |

| Principal  | Iván Asael Martínez Gómez      |
| Asistentes | Jorge Antonio Sánchez Espinoza |
|            | David Camilo López             |
| Cuarto     | Edgar Ulises Rangel Araujo     |

|                    |   |   |
| Tiros              | - | - |
| Tiros a puerta     | - | - |
| Faltas             | - | - |
| Saques de esquina  | - | - |
| Penaltis           | - | - |
| Fueras de juego    | - | - |
| Posesión del balón | % | % |

| Alineación inicial |

## Liguilla Filiales

### Rondas finales
| Ronda 1               | Ronda 1   | Ronda 1             | Ronda 1                  | Ronda 1     | Ronda 1 | Ronda 1 | Ronda 1 | Ronda 1 | Ronda 1 | Ronda 1 | Ronda 1 |
| Grupo 1               | Grupo 1   | Grupo 1             | Grupo 1                  | Grupo 1     | Grupo 1 | Grupo 1 | Grupo 1 | Grupo 1 | Grupo 1 | Grupo 1 | Grupo 1 |
| Local                 | Resultado | Visitante           | Estadio                  | Fecha       | Hora    |         |         |         |         |         |         |
| --------------------- | --------- | ------------------- | ------------------------ | ----------- | ------- | ------- | ------- | ------- | ------- | ------- | ------- |
| Morelia Premier       | 0 - 2     | Guadalajara Premier | Morelos                  | 19 de abril | 17:00   |         |         |         |         |         |         |
| Santos Laguna Premier | 1 - 0     | América Premier     | TSM Cancha Externa N.º 5 | 19 de abril | 17:00   |         |         |         |         |         |         |
| Grupo 2               |           |                     |                          |             |         |         |         |         |         |         |         |
| Local                 | Resultado | Visitante           | Estadio                  | Fecha       | Hora    |         |         |         |         |         |         |
| León Premier          | 2 - 0     | UNAM Premier        | Casa Club León           | 19 de abril | 10:00   |         |         |         |         |         |         |
| Querétaro Premier     | 3 - 2     | Tigres Premier      | Corregidora              | 19 de abril | 12:00   |         |         |         |         |         |         |

| Ronda 2             | Ronda 2   | Ronda 2               | Ronda 2                         | Ronda 2     | Ronda 2 | Ronda 2 | Ronda 2 | Ronda 2 | Ronda 2 | Ronda 2 | Ronda 2 |
| Grupo 1             | Grupo 1   | Grupo 1               | Grupo 1                         | Grupo 1     | Grupo 1 | Grupo 1 | Grupo 1 | Grupo 1 | Grupo 1 | Grupo 1 | Grupo 1 |
| Local               | Resultado | Visitante             | Estadio                         | Fecha       | Hora    |         |         |         |         |         |         |
| ------------------- | --------- | --------------------- | ------------------------------- | ----------- | ------- | ------- | ------- | ------- | ------- | ------- | ------- |
| Guadalajara Premier | 0 - 2     | Morelia Premier       | Verde Valle                     | 22 de abril | 10:00   |         |         |         |         |         |         |
| América Premier     | 2 - 0     | Santos Laguna Premier | Inst. Club América Cancha N.º 2 | 22 de abril | 10:00   |         |         |         |         |         |         |
| Grupo 2             |           |                       |                                 |             |         |         |         |         |         |         |         |
| Local               | Resultado | Visitante             | Estadio                         | Fecha       | Hora    |         |         |         |         |         |         |
| UNAM Premier        | 2 - 3     | León Premier          | La Cantera                      | 22 de abril | 10:00   |         |         |         |         |         |         |
| Tigres Premier      | 0 - 1     | Querétaro Premier     | Instalaciones de Zuazua N.º 2   | 22 de abril | 10:00   |         |         |         |         |         |         |

| Ronda 3               | Ronda 3           | Ronda 3             | Ronda 3                  | Ronda 3     | Ronda 3 | Ronda 3 | Ronda 3 | Ronda 3 | Ronda 3 | Ronda 3 | Ronda 3 |
| Grupo 1               | Grupo 1           | Grupo 1             | Grupo 1                  | Grupo 1     | Grupo 1 | Grupo 1 | Grupo 1 | Grupo 1 | Grupo 1 | Grupo 1 | Grupo 1 |
| Local                 | Resultado         | Visitante           | Estadio                  | Fecha       | Hora    |         |         |         |         |         |         |
| --------------------- | ----------------- | ------------------- | ------------------------ | ----------- | ------- | ------- | ------- | ------- | ------- | ------- | ------- |
| Santos Laguna Premier | 2 - 2 (2 - 4) ppe | Guadalajara Premier | TSM Cancha Externa N.º 5 | 26 de abril | 10:00   |         |         |         |         |         |         |
| Morelia Premier       | 2 - 2 (2 - 4) ppe | América Premier     | Morelos                  | 26 de abril | 17:00   |         |         |         |         |         |         |
| Grupo 2               |                   |                     |                          |             |         |         |         |         |         |         |         |
| Local                 | Resultado         | Visitante           | Estadio                  | Fecha       | Hora    |         |         |         |         |         |         |
| León Premier          | 2 - 1             | Tigres Premier      | Casa Club León           | 26 de abril | 10:00   |         |         |         |         |         |         |
| Querétaro Premier     | 2 - 0             | UNAM Premier        | La Corregidora           | 26 de abril | 12:00   |         |         |         |         |         |         |

| Ronda 4             | Ronda 4           | Ronda 4               | Ronda 4                       | Ronda 4     | Ronda 4 | Ronda 4 | Ronda 4 | Ronda 4 | Ronda 4 | Ronda 4 | Ronda 4 |
| Grupo 1             | Grupo 1           | Grupo 1               | Grupo 1                       | Grupo 1     | Grupo 1 | Grupo 1 | Grupo 1 | Grupo 1 | Grupo 1 | Grupo 1 | Grupo 1 |
| Local               | Resultado         | Visitante             | Estadio                       | Fecha       | Hora    |         |         |         |         |         |         |
| ------------------- | ----------------- | --------------------- | ----------------------------- | ----------- | ------- | ------- | ------- | ------- | ------- | ------- | ------- |
| América Premier     | 1 - 1             | Morelia Premier       | Morelos                       | 29 de abril | 10:00   |         |         |         |         |         |         |
| Guadalajara Premier | 4 - 1             | Santos Laguna Premier | Verde Valle                   | 29 de abril | 11:00   |         |         |         |         |         |         |
| Grupo 2             |                   |                       |                               |             |         |         |         |         |         |         |         |
| Local               | Resultado         | Visitante             | Estadio                       | Fecha       | Hora    |         |         |         |         |         |         |
| UNAM Premier        | 4 - 4 (4 - 3) ppe | Querétaro Premier     | La Cantera                    | 29 de abril | 11:00   |         |         |         |         |         |         |
| Tigres Premier      | 1 - 0             | León Premier          | Instalaciones de Zuazua N.º 2 | 29 de abril | 12:00   |         |         |         |         |         |         |

| Ronda 5         | Ronda 5   | Ronda 5               | Ronda 5                         | Ronda 5   | Ronda 5 | Ronda 5 | Ronda 5 | Ronda 5 | Ronda 5 | Ronda 5 | Ronda 5 |
| Grupo 1         | Grupo 1   | Grupo 1               | Grupo 1                         | Grupo 1   | Grupo 1 | Grupo 1 | Grupo 1 | Grupo 1 | Grupo 1 | Grupo 1 | Grupo 1 |
| Local           | Resultado | Visitante             | Estadio                         | Fecha     | Hora    |         |         |         |         |         |         |
| --------------- | --------- | --------------------- | ------------------------------- | --------- | ------- | ------- | ------- | ------- | ------- | ------- | ------- |
| América Premier | 3 - 1     | Guadalajara Premier   | Inst. Club América Cancha N.º 2 | 3 de mayo | 10:00   |         |         |         |         |         |         |
| Morelia Premier | 3 - 0     | Santos Laguna Premier | Morelos                         | 3 de mayo | 17:00   |         |         |         |         |         |         |
| Grupo 2         |           |                       |                                 |           |         |         |         |         |         |         |         |
| Local           | Resultado | Visitante             | Estadio                         | Fecha     | Hora    |         |         |         |         |         |         |
| Tigres Premier  | 1 - 0     | UNAM Premier          | Instalaciones de Zuazua N.º 2   | 3 de mayo | 11:00   |         |         |         |         |         |         |
| León Premier    | 0 - 0     | Querétaro Premier     | Casa Club León                  | 3 de mayo | 10:00   |         |         |         |         |         |         |

| Ronda 6               | Ronda 6   | Ronda 6         | Ronda 6                  | Ronda 6   | Ronda 6 | Ronda 6 | Ronda 6 | Ronda 6 | Ronda 6 | Ronda 6 | Ronda 6 |
| Grupo 1               | Grupo 1   | Grupo 1         | Grupo 1                  | Grupo 1   | Grupo 1 | Grupo 1 | Grupo 1 | Grupo 1 | Grupo 1 | Grupo 1 | Grupo 1 |
| Local                 | Resultado | Visitante       | Estadio                  | Fecha     | Hora    |         |         |         |         |         |         |
| --------------------- | --------- | --------------- | ------------------------ | --------- | ------- | ------- | ------- | ------- | ------- | ------- | ------- |
| Guadalajara Premier   | 1 - 3     | América Premier | Verde Valle              | 6 de mayo | 10:00   |         |         |         |         |         |         |
| Santos Laguna Premier | 0 - 2     | Morelia Premier | TSM Cancha Externa N.º 5 | 6 de mayo | 10:00   |         |         |         |         |         |         |
| Grupo 2               |           |                 |                          |           |         |         |         |         |         |         |         |
| Local                 | Resultado | Visitante       | Estadio                  | Fecha     | Hora    |         |         |         |         |         |         |
| UNAM Premier          | 1 - 0     | Tigres Premier  | La Cantera               | 6 de mayo | 10:00   |         |         |         |         |         |         |
| Querétaro Premier     | 0 - 3     | León Premier    | Corregidora              | 6 de mayo | 12:00   |         |         |         |         |         |         |

### Grupo 1
| 1. | América Premier       | 6 | 3 | 2 | 1 | 11 | 6  | 5  | 13 |
| 2. | Morelia Premier       | 6 | 3 | 2 | 1 | 10 | 5  | 5  | 13 |
| 3. | Guadalajara Premier   | 6 | 2 | 1 | 3 | 10 | 11 | -1 | 9  |
| 4. | Santos Laguna Premier | 6 | 1 | 1 | 4 | 4  | 13 | -9 | 4  |

|  | Clasifica a la Final |

### Grupo 2
| 1. | León Premier                 | 6 | 4 | 1 | 1 | 10 | 4  | 6  | 14 |
| 2. | Querétaro Premier            | 6 | 3 | 2 | 1 | 10 | 9  | 1  | 11 |
| 3. | Tigres Premier               | 6 | 2 | 0 | 4 | 5  | 7  | -2 | 6  |
| 4. | Universidad Nacional Premier | 6 | 1 | 1 | 4 | 7  | 12 | -5 | 5  |

|  | Clasifica a la Final |

### Final
|  | Final                                |   |   |  |
|  | 11 de mayo (ida) 14 de mayo (vuelta) |   |   |  |
|  |                                      |   |   |  |
|  | León Premier                         | 1 | 3 |  |
|  | León Premier                         | 1 | 3 |  |
|  | América Premier                      | 2 | 2 |  |
|  | América Premier                      | 2 | 2 |  |

#### Final - Ida
| 281   | POR   | Jared Muñoz             |     |
| 86    | DEF   | Juan Saavedra           |     |
| 90    | DEF   | Eduardo Suárez          |     |
| 94    | DEF   | Andy Saavedra           |     |
| 95    | DEF   | Arturo Martínez         | 87' |
| 83    | MED   | Luis Franco             |     |
| 84    | MED   | Jorge Calderón          | 87' |
| 87    | MED   | Néstor Sánchez          |     |
| 98    | MED   | Dennis Flores           |     |
| 93    | DEL   | José Ruíz               | 70' |
| 99    | DEL   | México Claudio González |     |
| D. T. | D. T. | México José Murguía     |     |

| 281   | POR   | Jonathan León       |     |
| 86    | DEF   | Eduardo Galindo     |     |
| 97    | DEF   | Juan José Rodríguez |     |
| 107   | DEF   | José Hernández      |     |
| 108   | DEF   | Néstor Martínez     |     |
| 115   | DEF   | Jesús Veyna         |     |
| 90    | MED   | José Guillén        |     |
| 111   | MED   | Víctor Rodríguez    |     |
| 284   | MED   | Emmanuel Alvarado   |     |
| 305   | MED   | Gustavo Rodríguez   |     |
| 84    | DEL   | Marco Cruz          | 87' |
| D. T. | D. T. | Pedro Zambrano      |     |

| 21 | Centrocampista | Diego Farías       | 70' |
| 97 | Defensa        | Fernando Battaglia | 87' |
| 88 | Delantero      | Jesús Olivares     | 87' |

| 283 | Centrocampista | Isaác Aguilar | 87' |

| 52' | Claudio González | 1:0 |

| 72' · 81' | Jesús Veyna Víctor Rodríguez | 1:1 1:2 |

| 66' · 68' | Oscar Suárez Sergio Martínez |

| 55' · 60' | José Henández Gustavo Rodríguez |

| Principal  | México Juan Rafael Canales Sánchez     |
| Asistentes | México Edgar Iván González Rosales     |
|            | México Sandra Elizabeth Ramírez Alemán |
| Cuarto     | México Antonio de Jesús Olalde Vázquez |

|                    |   |   |
| Tiros              | - | - |
| Tiros a puerta     | - | - |
| Faltas             | - | - |
| Saques de esquina  | - | - |
| Penaltis           | - | - |
| Fueras de juego    | - | - |
| Posesión del balón | % | % |

| Alineación inicial |

| 281   | POR   | Jared Muñoz             |     |
| 86    | DEF   | Juan Saavedra           |     |
| 90    | DEF   | Eduardo Suárez          |     |
| 94    | DEF   | Andy Saavedra           |     |
| 95    | DEF   | Arturo Martínez         | 87' |
| 83    | MED   | Luis Franco             |     |
| 84    | MED   | Jorge Calderón          | 87' |
| 87    | MED   | Néstor Sánchez          |     |
| 98    | MED   | Dennis Flores           |     |
| 93    | DEL   | José Ruíz               | 70' |
| 99    | DEL   | México Claudio González |     |
| D. T. | D. T. | México José Murguía     |     |

| 281   | POR   | Jonathan León       |     |
| 86    | DEF   | Eduardo Galindo     |     |
| 97    | DEF   | Juan José Rodríguez |     |
| 107   | DEF   | José Hernández      |     |
| 108   | DEF   | Néstor Martínez     |     |
| 115   | DEF   | Jesús Veyna         |     |
| 90    | MED   | José Guillén        |     |
| 111   | MED   | Víctor Rodríguez    |     |
| 284   | MED   | Emmanuel Alvarado   |     |
| 305   | MED   | Gustavo Rodríguez   |     |
| 84    | DEL   | Marco Cruz          | 87' |
| D. T. | D. T. | Pedro Zambrano      |     |

| 21 | Centrocampista | Diego Farías       | 70' |
| 97 | Defensa        | Fernando Battaglia | 87' |
| 88 | Delantero      | Jesús Olivares     | 87' |

| 283 | Centrocampista | Isaác Aguilar | 87' |

| 52' | Claudio González | 1:0 |

| 72' · 81' | Jesús Veyna Víctor Rodríguez | 1:1 1:2 |

| 66' · 68' | Oscar Suárez Sergio Martínez |

| 55' · 60' | José Henández Gustavo Rodríguez |

| Principal  | México Juan Rafael Canales Sánchez     |
| Asistentes | México Edgar Iván González Rosales     |
|            | México Sandra Elizabeth Ramírez Alemán |
| Cuarto     | México Antonio de Jesús Olalde Vázquez |

|                    |   |   |
| Tiros              | - | - |
| Tiros a puerta     | - | - |
| Faltas             | - | - |
| Saques de esquina  | - | - |
| Penaltis           | - | - |
| Fueras de juego    | - | - |
| Posesión del balón | % | % |

| Alineación inicial |

| 281   | POR   | Jared Muñoz             |     |
| 86    | DEF   | Juan Saavedra           |     |
| 90    | DEF   | Eduardo Suárez          |     |
| 94    | DEF   | Andy Saavedra           |     |
| 95    | DEF   | Arturo Martínez         | 87' |
| 83    | MED   | Luis Franco             |     |
| 84    | MED   | Jorge Calderón          | 87' |
| 87    | MED   | Néstor Sánchez          |     |
| 98    | MED   | Dennis Flores           |     |
| 93    | DEL   | José Ruíz               | 70' |
| 99    | DEL   | México Claudio González |     |
| D. T. | D. T. | México José Murguía     |     |

| 281   | POR   | Jonathan León       |     |
| 86    | DEF   | Eduardo Galindo     |     |
| 97    | DEF   | Juan José Rodríguez |     |
| 107   | DEF   | José Hernández      |     |
| 108   | DEF   | Néstor Martínez     |     |
| 115   | DEF   | Jesús Veyna         |     |
| 90    | MED   | José Guillén        |     |
| 111   | MED   | Víctor Rodríguez    |     |
| 284   | MED   | Emmanuel Alvarado   |     |
| 305   | MED   | Gustavo Rodríguez   |     |
| 84    | DEL   | Marco Cruz          | 87' |
| D. T. | D. T. | Pedro Zambrano      |     |

| 21 | Centrocampista | Diego Farías       | 70' |
| 97 | Defensa        | Fernando Battaglia | 87' |
| 88 | Delantero      | Jesús Olivares     | 87' |

| 283 | Centrocampista | Isaác Aguilar | 87' |

| 52' | Claudio González | 1:0 |

| 72' · 81' | Jesús Veyna Víctor Rodríguez | 1:1 1:2 |

| 66' · 68' | Oscar Suárez Sergio Martínez |

| 55' · 60' | José Henández Gustavo Rodríguez |

| Principal  | México Juan Rafael Canales Sánchez     |
| Asistentes | México Edgar Iván González Rosales     |
|            | México Sandra Elizabeth Ramírez Alemán |
| Cuarto     | México Antonio de Jesús Olalde Vázquez |

|                    |   |   |
| Tiros              | - | - |
| Tiros a puerta     | - | - |
| Faltas             | - | - |
| Saques de esquina  | - | - |
| Penaltis           | - | - |
| Fueras de juego    | - | - |
| Posesión del balón | % | % |

| Alineación inicial |

| 281   | POR   | Jared Muñoz             |     |
| 86    | DEF   | Juan Saavedra           |     |
| 90    | DEF   | Eduardo Suárez          |     |
| 94    | DEF   | Andy Saavedra           |     |
| 95    | DEF   | Arturo Martínez         | 87' |
| 83    | MED   | Luis Franco             |     |
| 84    | MED   | Jorge Calderón          | 87' |
| 87    | MED   | Néstor Sánchez          |     |
| 98    | MED   | Dennis Flores           |     |
| 93    | DEL   | José Ruíz               | 70' |
| 99    | DEL   | México Claudio González |     |
| D. T. | D. T. | México José Murguía     |     |

| 281   | POR   | Jonathan León       |     |
| 86    | DEF   | Eduardo Galindo     |     |
| 97    | DEF   | Juan José Rodríguez |     |
| 107   | DEF   | José Hernández      |     |
| 108   | DEF   | Néstor Martínez     |     |
| 115   | DEF   | Jesús Veyna         |     |
| 90    | MED   | José Guillén        |     |
| 111   | MED   | Víctor Rodríguez    |     |
| 284   | MED   | Emmanuel Alvarado   |     |
| 305   | MED   | Gustavo Rodríguez   |     |
| 84    | DEL   | Marco Cruz          | 87' |
| D. T. | D. T. | Pedro Zambrano      |     |

| 21 | Centrocampista | Diego Farías       | 70' |
| 97 | Defensa        | Fernando Battaglia | 87' |
| 88 | Delantero      | Jesús Olivares     | 87' |

| 283 | Centrocampista | Isaác Aguilar | 87' |

| 52' | Claudio González | 1:0 |

| 72' · 81' | Jesús Veyna Víctor Rodríguez | 1:1 1:2 |

| 66' · 68' | Oscar Suárez Sergio Martínez |

| 55' · 60' | José Henández Gustavo Rodríguez |

| Principal  | México Juan Rafael Canales Sánchez     |
| Asistentes | México Edgar Iván González Rosales     |
|            | México Sandra Elizabeth Ramírez Alemán |
| Cuarto     | México Antonio de Jesús Olalde Vázquez |

|                    |   |   |
| Tiros              | - | - |
| Tiros a puerta     | - | - |
| Faltas             | - | - |
| Saques de esquina  | - | - |
| Penaltis           | - | - |
| Fueras de juego    | - | - |
| Posesión del balón | % | % |

| Alineación inicial |

#### Final - Vuelta
| 95    | POR   | Luis Pineda         |      |
| 86    | DEF   | Eduardo Galindo     |      |
| 97    | DEF   | Juan José Rodríguez | 79'  |
| 107   | DEF   | José Hernández      |      |
| 115   | DEF   | Jesús Veyna         |      |
| 284   | DEF   | Emmanuel Alvarado   | 45'  |
| 90    | MED   | José Guillén        |      |
| 110   | MED   | Sergio Rodríguez    |      |
| 111   | MED   | Víctor Rodríguez    | 102' |
| 305   | MED   | Gustavo Rodríguez   |      |
| 84    | DEL   | Marco Cruz          |      |
| D. T. | D. T. | Pedro Zambrano      |      |

| 281   | POR   | Jared Muñoz      |      |
| 86    | DEF   | Juan Saavedra    |      |
| 90    | DEF   | Oscar Suárez     | 91'  |
| 94    | DEF   | Andy Saavedra    |      |
| 95    | DEF   | Sergio Martínez  |      |
| 83    | MED   | Luis Franco      |      |
| 84    | MED   | Jorge Calderón   |      |
| 87    | MED   | Néstor Sánchez   |      |
| 98    | MED   | Dennis Flores    |      |
| 93    | DEL   | José Ruíz        | 100' |
| 99    | DEL   | Claudio González |      |
| D. T. | D. T. | José Murguía     |      |

| 108 | Defensa        | Néstor Martínez | 45'  |
| 283 | Centrocampista | Isaác Aguilar   | 79'  |
| 14  | Centrocampista | Henox Roque     | 102' |

| 91 | Defensa        | Carlos Alba  | 91'  |
| 21 | Centrocampista | Diego Farías | 100' |

| 32' · 95' | Emmanuel Alvarado Sergio Rodríguez | 1:1 2:2 |

| 11,56,99' | Claudio González | 0:1,1:2,2:3 |

| 76' · 90' · 90' | José Gullién Jesús Veyna Marco Cruz |

| 86' · 88' · 108' | Claudio González Sergio Martínez Jared Muñoz |

| Principal  | Arturo Isai González Montiel  |
| Asistentes | Geovanny Gabriel Rojas García |
|            | Alfonso Hernández Martínez    |
| Cuarto     | Miguel Ángel Moreno Zamora    |

|                    |   |   |
| Tiros              | - | - |
| Tiros a puerta     | - | - |
| Faltas             | - | - |
| Saques de esquina  | - | - |
| Penaltis           | - | - |
| Fueras de juego    | - | - |
| Posesión del balón | % | % |

| Alineación inicial |

| 95    | POR   | Luis Pineda         |      |
| 86    | DEF   | Eduardo Galindo     |      |
| 97    | DEF   | Juan José Rodríguez | 79'  |
| 107   | DEF   | José Hernández      |      |
| 115   | DEF   | Jesús Veyna         |      |
| 284   | DEF   | Emmanuel Alvarado   | 45'  |
| 90    | MED   | José Guillén        |      |
| 110   | MED   | Sergio Rodríguez    |      |
| 111   | MED   | Víctor Rodríguez    | 102' |
| 305   | MED   | Gustavo Rodríguez   |      |
| 84    | DEL   | Marco Cruz          |      |
| D. T. | D. T. | Pedro Zambrano      |      |

| 281   | POR   | Jared Muñoz      |      |
| 86    | DEF   | Juan Saavedra    |      |
| 90    | DEF   | Oscar Suárez     | 91'  |
| 94    | DEF   | Andy Saavedra    |      |
| 95    | DEF   | Sergio Martínez  |      |
| 83    | MED   | Luis Franco      |      |
| 84    | MED   | Jorge Calderón   |      |
| 87    | MED   | Néstor Sánchez   |      |
| 98    | MED   | Dennis Flores    |      |
| 93    | DEL   | José Ruíz        | 100' |
| 99    | DEL   | Claudio González |      |
| D. T. | D. T. | José Murguía     |      |

| 108 | Defensa        | Néstor Martínez | 45'  |
| 283 | Centrocampista | Isaác Aguilar   | 79'  |
| 14  | Centrocampista | Henox Roque     | 102' |

| 91 | Defensa        | Carlos Alba  | 91'  |
| 21 | Centrocampista | Diego Farías | 100' |

| 32' · 95' | Emmanuel Alvarado Sergio Rodríguez | 1:1 2:2 |

| 11,56,99' | Claudio González | 0:1,1:2,2:3 |

| 76' · 90' · 90' | José Gullién Jesús Veyna Marco Cruz |

| 86' · 88' · 108' | Claudio González Sergio Martínez Jared Muñoz |

| Principal  | Arturo Isai González Montiel  |
| Asistentes | Geovanny Gabriel Rojas García |
|            | Alfonso Hernández Martínez    |
| Cuarto     | Miguel Ángel Moreno Zamora    |

|                    |   |   |
| Tiros              | - | - |
| Tiros a puerta     | - | - |
| Faltas             | - | - |
| Saques de esquina  | - | - |
| Penaltis           | - | - |
| Fueras de juego    | - | - |
| Posesión del balón | % | % |

| Alineación inicial |

| 95    | POR   | Luis Pineda         |      |
| 86    | DEF   | Eduardo Galindo     |      |
| 97    | DEF   | Juan José Rodríguez | 79'  |
| 107   | DEF   | José Hernández      |      |
| 115   | DEF   | Jesús Veyna         |      |
| 284   | DEF   | Emmanuel Alvarado   | 45'  |
| 90    | MED   | José Guillén        |      |
| 110   | MED   | Sergio Rodríguez    |      |
| 111   | MED   | Víctor Rodríguez    | 102' |
| 305   | MED   | Gustavo Rodríguez   |      |
| 84    | DEL   | Marco Cruz          |      |
| D. T. | D. T. | Pedro Zambrano      |      |

| 281   | POR   | Jared Muñoz      |      |
| 86    | DEF   | Juan Saavedra    |      |
| 90    | DEF   | Oscar Suárez     | 91'  |
| 94    | DEF   | Andy Saavedra    |      |
| 95    | DEF   | Sergio Martínez  |      |
| 83    | MED   | Luis Franco      |      |
| 84    | MED   | Jorge Calderón   |      |
| 87    | MED   | Néstor Sánchez   |      |
| 98    | MED   | Dennis Flores    |      |
| 93    | DEL   | José Ruíz        | 100' |
| 99    | DEL   | Claudio González |      |
| D. T. | D. T. | José Murguía     |      |

| 108 | Defensa        | Néstor Martínez | 45'  |
| 283 | Centrocampista | Isaác Aguilar   | 79'  |
| 14  | Centrocampista | Henox Roque     | 102' |

| 91 | Defensa        | Carlos Alba  | 91'  |
| 21 | Centrocampista | Diego Farías | 100' |

| 32' · 95' | Emmanuel Alvarado Sergio Rodríguez | 1:1 2:2 |

| 11,56,99' | Claudio González | 0:1,1:2,2:3 |

| 76' · 90' · 90' | José Gullién Jesús Veyna Marco Cruz |

| 86' · 88' · 108' | Claudio González Sergio Martínez Jared Muñoz |

| Principal  | Arturo Isai González Montiel  |
| Asistentes | Geovanny Gabriel Rojas García |
|            | Alfonso Hernández Martínez    |
| Cuarto     | Miguel Ángel Moreno Zamora    |

|                    |   |   |
| Tiros              | - | - |
| Tiros a puerta     | - | - |
| Faltas             | - | - |
| Saques de esquina  | - | - |
| Penaltis           | - | - |
| Fueras de juego    | - | - |
| Posesión del balón | % | % |

| Alineación inicial |

| 95    | POR   | Luis Pineda         |      |
| 86    | DEF   | Eduardo Galindo     |      |
| 97    | DEF   | Juan José Rodríguez | 79'  |
| 107   | DEF   | José Hernández      |      |
| 115   | DEF   | Jesús Veyna         |      |
| 284   | DEF   | Emmanuel Alvarado   | 45'  |
| 90    | MED   | José Guillén        |      |
| 110   | MED   | Sergio Rodríguez    |      |
| 111   | MED   | Víctor Rodríguez    | 102' |
| 305   | MED   | Gustavo Rodríguez   |      |
| 84    | DEL   | Marco Cruz          |      |
| D. T. | D. T. | Pedro Zambrano      |      |

| 281   | POR   | Jared Muñoz      |      |
| 86    | DEF   | Juan Saavedra    |      |
| 90    | DEF   | Oscar Suárez     | 91'  |
| 94    | DEF   | Andy Saavedra    |      |
| 95    | DEF   | Sergio Martínez  |      |
| 83    | MED   | Luis Franco      |      |
| 84    | MED   | Jorge Calderón   |      |
| 87    | MED   | Néstor Sánchez   |      |
| 98    | MED   | Dennis Flores    |      |
| 93    | DEL   | José Ruíz        | 100' |
| 99    | DEL   | Claudio González |      |
| D. T. | D. T. | José Murguía     |      |

| 108 | Defensa        | Néstor Martínez | 45'  |
| 283 | Centrocampista | Isaác Aguilar   | 79'  |
| 14  | Centrocampista | Henox Roque     | 102' |

| 91 | Defensa        | Carlos Alba  | 91'  |
| 21 | Centrocampista | Diego Farías | 100' |

| 32' · 95' | Emmanuel Alvarado Sergio Rodríguez | 1:1 2:2 |

| 11,56,99' | Claudio González | 0:1,1:2,2:3 |

| 76' · 90' · 90' | José Gullién Jesús Veyna Marco Cruz |

| 86' · 88' · 108' | Claudio González Sergio Martínez Jared Muñoz |

| Principal  | Arturo Isai González Montiel  |
| Asistentes | Geovanny Gabriel Rojas García |
|            | Alfonso Hernández Martínez    |
| Cuarto     | Miguel Ángel Moreno Zamora    |

|                    |   |   |
| Tiros              | - | - |
| Tiros a puerta     | - | - |
| Faltas             | - | - |
| Saques de esquina  | - | - |
| Penaltis           | - | - |
| Fueras de juego    | - | - |
| Posesión del balón | % | % |

| Alineación inicial |

### Campeón
| Campeón Clausura 2017 |
| --------------------- |
|                       |
| América Premier       |
| 1° Título             |